# Lista de clubes de futebol de Portugal
Nesta lista apresentam-se todos os Clubes de Portugal que têm uma equipa de futebol sénior masculina, separados por associação de futebol.

## Legenda
| Primeira Liga (nível 1) Segunda Liga (nível 2) Liga 3 (nível 3) Campeonato de Portugal (nível 4) Clube extinto / Clube atualmente sem secção de futebol | Campeonatos distritais/regionais de 1.º nível (nível 5) Campeonatos distritais/regionais de 2.º nível (nível 6) Campeonatos distritais de 3.º nível (nível 7) Campeonatos distritais de 4.º nível (nível 8) |

## AF Algarve
| Clube                | Localidade                 | Competição (2024-25) | Competição (2024-25)                                   |
| -------------------- | -------------------------- | -------------------- | ------------------------------------------------------ |
| Almancilense         | Almancil                   |                      | Primeira Divisão da AF Algarve (Distritais de nível 1) |
| Alvorense            | Alvor                      |                      | Segunda Divisão da AF Algarve (Distritais de nível 2)  |
| Armacenenses         | Armação de Pêra            |                      | Segunda Divisão da AF Algarve (Distritais de nível 2)  |
| Bensafrim            | Bensafrim                  |                      | Segunda Divisão da AF Algarve (Distritais de nível 2)  |
| Carvoeiro United     | Carvoeiro                  |                      | Segunda Divisão da AF Algarve (Distritais de nível 2)  |
| Culatrense           | Ilha da Culatra            |                      | Primeira Divisão da AF Algarve (Distritais de nível 1) |
| Esperança de Lagos   | Lagos                      |                      | Primeira Divisão da AF Algarve (Distritais de nível 1) |
| Farense              | Faro                       |                      | Primeira Liga                                          |
| Farense B            | Faro                       |                      | Primeira Divisão da AF Algarve (Distritais de nível 1) |
| Farense 1910         | Faro                       |                      | Clube extinto em 2021.                                 |
| FC Ferreiras         | Ferreiras                  |                      | Primeira Divisão da AF Algarve (Distritais de nível 1) |
| Inter Almancil       | Almancil                   |                      | Primeira Divisão da AF Algarve (Distritais de nível 1) |
| Juventude Campinense | Loulé                      |                      | Segunda Divisão da AF Algarve (Distritais de nível 2)  |
| Lagoa                | Lagoa                      |                      | Campeonato de Portugal Série D                         |
| Guia                 | Guia                       |                      | Primeira Divisão da AF Algarve (Distritais de nível 1) |
| Imortal              | Albufeira                  |                      | Primeira Divisão da AF Algarve (Distritais de nível 1) |
| Louletano            | Loulé                      |                      | Campeonato de Portugal Série D                         |
| Louletano B          | Loulé                      |                      | Primeira Divisão da AF Algarve (Distritais de nível 1) |
| Lusitano             | Vila Real de Santo António |                      | Primeira Divisão da AF Algarve (Distritais de nível 1) |
| Marítimo Olhanense   | Olhão                      |                      | Segunda Divisão da AF Algarve (Distritais de nível 2)  |
| Mentes do Desporto   | Parchal                    |                      | Clube extinto em 2021.                                 |
| Messinense           | São Bartolomeu de Messines |                      | Segunda Divisão da AF Algarve (Distritais de nível 2)  |
| Moncarapachense      | Moncarapacho               |                      | Campeonato de Portugal Série D                         |
| Odiáxere             | Odiáxere                   |                      | Primeira Divisão da AF Algarve (Distritais de nível 1) |
| Olhanense            | Olhão                      |                      | Clube sem futebol sénior desde 2023.                   |
| Olhanense 1912       | Olhão                      |                      | Primeira Divisão da AF Algarve (Distritais de nível 1) |
| 11 Esperanças        | Faro                       |                      | Primeira Divisão da AF Algarve (Distritais de nível 1) |
| Padernense           | Albufeira                  |                      | Segunda Divisão da AF Algarve (Distritais de nível 2)  |
| Portimonense         | Portimão                   |                      | Segunda Liga                                           |
| Portimonense B       | Portimão                   |                      | Segunda Divisão da AF Algarve (Distritais de nível 2)  |
| Quarteira            | Quarteira                  |                      | Primeira Divisão da AF Algarve (Distritais de nível 1) |
| Quarteirense         | Quarteira                  |                      | Primeira Divisão da AF Algarve (Distritais de nível 1) |
| Quarteirense SAD     | Quarteira                  |                      | Segunda Divisão da AF Algarve (Distritais de nível 2)  |
| 4 ao Cubo            | Olhão                      |                      | Segunda Divisão da AF Algarve (Distritais de nível 2)  |
| Sambrasense          | São Brás de Alportel       |                      | Segunda Divisão da AF Algarve (Distritais de nível 2)  |
| Sharks United        | Parchal                    |                      | Clube extinto em 2021.                                 |
| Silves               | Silves                     |                      | Primeira Divisão da AF Algarve (Distritais de nível 1) |

## AF Angra do Heroísmo
| Clube               | Localidade                        | Competição (2024-25) | Competição (2024-25)                                     |
| ------------------- | --------------------------------- | -------------------- | -------------------------------------------------------- |
| Angrense            | Angra do Heroísmo (Terceira)      |                      | Campeonato de Futebol dos Açores (Distritais de nível 1) |
| Beira               | Beira (São Jorge)                 |                      | Campeonato da Ilha de São Jorge (Distritais de nível 2)  |
| Boavista Ribeirinha | Ribeirinha (Terceira)             |                      | Campeonato de Futebol dos Açores (Distritais de nível 1) |
| Calheta             | Calheta (São Jorge)               |                      | Campeonato da Ilha de São Jorge (Distritais de nível 2)  |
| Fontinhas           | Fontinhas (Terceira)              |                      | Campeonato de Futebol dos Açores (Distritais de nível 1) |
| Graciosa            | Santa Cruz da Graciosa (Graciosa) |                      | Campeonato da Ilha Graciosa (Distritais de nível 2)      |
| Guadalupe           | Guadalupe (Graciosa)              |                      | Campeonato de Futebol dos Açores (Distritais de nível 1) |
| Guadalupe B         | Guadalupe (Graciosa)              |                      | Campeonato da Ilha Graciosa (Distritais de nível 2)      |
| Lajense             | Lajes (Terceira)                  |                      | Campeonato da Ilha Terceira (Distritais de nível 2)      |
| Os Leões            | Porto Judeu (Terceira)            |                      | Campeonato da Ilha Terceira (Distritais de nível 2)      |
| Lusitânia           | Angra do Heroísmo (Terceira)      |                      | Campeonato de Portugal Série C                           |
| Luzense             | Luz (Graciosa)                    |                      | Campeonato da Ilha Graciosa (Distritais de nível 2)      |
| Marítimo            | Santa Cruz da Graciosa (Graciosa) |                      | Campeonato de Futebol dos Açores (Distritais de nível 1) |
| Marítimo Velense    | Velas (São Jorge)                 |                      | Campeonato da Ilha de São Jorge (Distritais de nível 2)  |
| Os Marítimos        | São Mateus da Calheta (Terceira)  |                      | Campeonato da Ilha Terceira (Distritais de nível 2)      |
| Praiense            | Praia da Vitória (Terceira)       |                      | Campeonato de Futebol dos Açores (Distritais de nível 1) |
| Urzelinense         | Urzelina (São Jorge)              |                      | Campeonato da Ilha de São Jorge (Distritais de nível 2)  |
| Velense             | Velas (São Jorge)                 |                      | Campeonato da Ilha de São Jorge (Distritais de nível 2)  |
| Vilanovense         | Vila Nova (Terceira)              |                      | Campeonato da Ilha Terceira (Distritais de nível 2)      |

## AF Aveiro
| Clube                  | Localidade                  | Competição (2024-25) | Competição (2024-25)                                                |
| ---------------------- | --------------------------- | -------------------- | ------------------------------------------------------------------- |
| Águas Boas             | Águas Boas                  |                      | Segunda Divisão da AF Aveiro Zona Sul (Distritais de nível 3)       |
| Águeda                 | Águeda                      |                      | Campeonato de Elite da AF Aveiro (Distritais de nível 1)            |
| Aguinense              | Aguim                       |                      | Segunda Divisão da AF Aveiro Zona Sul (Distritais de nível 3)       |
| Anadia                 | Anadia                      |                      | Liga 3                                                              |
| Alba                   | Albergaria-a-Velha          |                      | Campeonato de Elite da AF Aveiro Zona Sul (Distritais de nível 1)   |
| Alvarenga              | Alvarenga                   |                      | Campeonato de Elite da AF Aveiro Zona Norte (Distritais de nível 1) |
| Antes                  | Antes                       |                      | Primeira Divisão da AF Aveiro Zona Sul (Distritais de nível 2)      |
| Argoncilhe             | Argoncilhe                  |                      | Primeira Divisão da AF Aveiro Zona Norte (Distritais de nível 2)    |
| Arouca                 | Arouca                      |                      | Primeira Liga                                                       |
| Arrifanense            | Arrifana                    |                      | Primeira Divisão da AF Aveiro Zona Norte (Distritais de nível 2)    |
| Atlético de Cucujães   | Cucujães                    |                      | Campeonato de Elite da AF Aveiro Zona Norte (Distritais de nível 1) |
| Avanca                 | Avanca                      |                      | Campeonato de Elite da AF Aveiro Zona Sul (Distritais de nível 1)   |
| Beira-Mar              | Aveiro                      |                      | Campeonato de Portugal Série B                                      |
| Beira Vouga            | Frossos                     |                      | Segunda Divisão da AF Aveiro Zona Norte (Distritais de nível 3)     |
| Bom Sucesso            | Aveiro                      |                      | Segunda Divisão da AF Aveiro Zona Sul (Distritais de nível 3)       |
| Bustelo                | Bustelo                     |                      | Campeonato de Elite da AF Aveiro Zona Sul (Distritais de nível 1)   |
| Bustos                 | Bustos                      |                      | Primeira Divisão da AF Aveiro Zona Sul (Distritais de nível 2)      |
| Calvão                 | Calvão                      |                      | Primeira Divisão da AF Aveiro Zona Sul (Distritais de nível 2)      |
| Canedo                 | Canedo                      |                      | Campeonato de Elite da AF Aveiro Zona Norte (Distritais de nível 1) |
| Carqueijo              | Carqueijo                   |                      | Segunda Divisão da AF Aveiro Zona Sul (Distritais de nível 3)       |
| Carregosense           | Carregosa                   |                      | Campeonato de Elite da AF Aveiro Zona Norte (Distritais de nível 1) |
| Cesarense              | Cesar                       |                      | Campeonato de Elite da AF Aveiro Zona Norte (Distritais de nível 1) |
| Cortegaça              | Cortegaça                   |                      | Clube atualmente sem equipa sénior                                  |
| Esmoriz                | Esmoriz                     |                      | Campeonato de Elite da AF Aveiro Zona Norte (Distritais de nível 1) |
| Estarreja              | Estarreja                   |                      | Campeonato de Elite da AF Aveiro Zona Sul (Distritais de nível 1)   |
| Famalicão              | Famalicão                   |                      | Segunda Divisão da AF Aveiro Zona Sul (Distritais de nível 3)       |
| Feirense               | Santa Maria da Feira        |                      | Segunda Liga                                                        |
| Fermedo                | Fermedo                     |                      | Segunda Divisão da AF Aveiro Zona Norte (Distritais de nível 3)     |
| Fermentelos            | Fermentelos                 |                      | Campeonato de Elite da AF Aveiro Zona Sul (Distritais de nível 1)   |
| Fiães                  | Fiães                       |                      | Campeonato de Elite da AF Aveiro Zona Norte (Distritais de nível 1) |
| Florgrade              | Rio Meão                    |                      | Primeira Divisão da AF Aveiro Zona Norte (Distritais de nível 2)    |
| Gafanha                | Gafanha da Nazaré           |                      | Campeonato de Elite da AF Aveiro Zona Sul (Distritais de nível 1)   |
| JuveForce              | Ponte de Vagos              |                      | Primeira Divisão da AF Aveiro Zona Sul (Distritais de nível 2)      |
| LAAC                   | Aguada de Cima              |                      | Campeonato de Elite da AF Aveiro Zona Sul (Distritais de nível 1)   |
| Lobão                  | Lobão                       |                      | Primeira Divisão da AF Aveiro Zona Norte (Distritais de nível 2)    |
| Lusitânia              | Lourosa                     |                      | Liga 3                                                              |
| Lusitânia B            | Lourosa                     |                      | Primeira Divisão da AF Aveiro Zona Norte (Distritais de nível 2)    |
| Luso                   | Luso                        |                      | Segunda Divisão da AF Aveiro Zona Sul (Distritais de nível 3)       |
| Mamarrosa              | Mamarrosa                   |                      | Segunda Divisão da AF Aveiro Zona Sul (Distritais de nível 3)       |
| Mansores               | Mansores                    |                      | Primeira Divisão da AF Aveiro Zona Norte (Distritais de nível 2)    |
| Mealhada               | Mealhada                    |                      | Primeira Divisão da AF Aveiro Zona Sul (Distritais de nível 2)      |
| Milheiroense           | Milheirós de Poiares        |                      | Segunda Divisão da AF Aveiro Zona Norte (Distritais de nível 3)     |
| Mourisquense           | Mourisca do Vouga           |                      | Primeira Divisão da AF Aveiro Zona Sul (Distritais de nível 2)      |
| ACRD Mosteirô          | São Miguel do Mato          |                      | Primeira Divisão da AF Aveiro Zona Norte (Distritais de nível 2)    |
| Mosteirô FC            | Mosteirô                    |                      | Primeira Divisão da AF Aveiro Zona Norte (Distritais de nível 2)    |
| Nogueira da Regedoura  | Nogueira da Regedoura       |                      | Primeira Divisão da AF Aveiro Zona Norte (Distritais de nível 2)    |
| Oliveira do Bairro     | Oliveira do Bairro          |                      | Campeonato de Elite da AF Aveiro Zona Sul (Distritais de nível 1)   |
| Oliveirense            | Oliveira de Azeméis         |                      | Segunda Liga                                                        |
| Ovarense               | Ovar                        |                      | Campeonato de Elite da AF Aveiro Zona Sul (Distritais de nível 1)   |
| Paços de Brandão       | Paços de Brandão            |                      | Campeonato de Elite da AF Aveiro Zona Norte (Distritais de nível 1) |
| Pinheirense            | Pinheiro da Bemposta        |                      | Primeira Divisão da AF Aveiro Zona Sul (Distritais de nível 2)      |
| Macieira de Cambra     | Macieira de Cambra          |                      | Segunda Divisão da AF Aveiro Zona Norte (Distritais de nível 3)     |
| Macieirense            | Macieira de Sarnes          |                      | Primeira Divisão da AF Aveiro Zona Norte (Distritais de nível 2)    |
| Paivense               | Castelo de Paiva            |                      | Campeonato de Elite da AF Aveiro Zona Norte (Distritais de nível 1) |
| Pampilhosa             | Pampilhosa                  |                      | Campeonato de Elite da AF Aveiro Zona Sul (Distritais de nível 1)   |
| Relâmpago Nogueirense  | Nogueira da Regedoura       |                      | Segunda Divisão da AF Aveiro Zona Norte (Distritais de nível 3)     |
| Ribeira da Azenha      | Azenha                      |                      | Segunda Divisão da AF Aveiro Zona Sul (Distritais de nível 3)       |
| Rocas do Vouga         | Rocas do Vouga              |                      | Segunda Divisão da AF Aveiro Zona Norte (Distritais de nível 3)     |
| Romariz FC             | Romariz                     |                      | Segunda Divisão da AF Aveiro Zona Norte (Distritais de nível 3)     |
| Rui Dolores            | Santa Maria da Feira        |                      | Primeira Divisão da AF Aveiro Zona Norte (Distritais de nível 2)    |
| Sanguedo               | Sanguedo                    |                      | Segunda Divisão da AF Aveiro Zona Norte (Distritais de nível 3)     |
| Sanjoanense            | São João da Madeira         |                      | Liga 3                                                              |
| Santiais               | Estarreja                   |                      | Segunda Divisão da AF Aveiro Zona Norte (Distritais de nível 3)     |
| Santo André            | Santo André de Vagos        |                      | Segunda Divisão da AF Aveiro Zona Sul (Distritais de nível 3)       |
| São João de Ver        | São João de Ver             |                      | Liga 3                                                              |
| São Martinho           | São Martinho de Sardoura    |                      | Segunda Divisão da AF Aveiro Zona Norte (Distritais de nível 3)     |
| São Roque              | São Roque                   |                      | Primeira Divisão da AF Aveiro Zona Sul (Distritais de nível 2)      |
| São Vicente Pereira    | São Vicente de Pereira Jusã |                      | Campeonato de Elite da AF Aveiro (Distritais de nível 1)            |
| Sosense                | Sosa                        |                      | Segunda Divisão da AF Aveiro Zona Sul (Distritais de nível 3)       |
| Sporting de Espinho    | Espinho                     |                      | Campeonato de Elite da AF Aveiro (Distritais de nível 1)            |
| Tarei                  | Tarei                       |                      | Segunda Divisão da AF Aveiro Zona Norte (Distritais de nível 3)     |
| União de Lamas         | Santa Maria de Lamas        |                      | Campeonato de Portugal Série B                                      |
| Vaguense               | Vagos                       |                      | Segunda Divisão da AF Aveiro Zona Sul (Distritais de nível 3)       |
| Valecambrense          | Vale de Cambra              |                      | Primeira Divisão da AF Aveiro Zona Sul (Distritais de nível 2)      |
| Válega                 | Válega                      |                      | Primeira Divisão da AF Aveiro Zona Sul (Distritais de nível 2)      |
| Valonguense            | Arrancada do Vouga          |                      | Primeira Divisão da AF Aveiro Zona Sul (Distritais de nível 2)      |
| Vila Nova de Monsarros | Vila Nova de Monsarros      |                      | Segunda Divisão da AF Aveiro Zona Sul (Distritais de nível 3)       |
| Vila Viçosa            | Vila Viçosa                 |                      | Segunda Divisão da AF Aveiro Zona Norte (Distritais de nível 3)     |
| Vista Alegre           | Ílhavo                      |                      | Campeonato de Elite da AF Aveiro Zona Sul (Distritais de nível 1)   |

## AF Beja
| Clube                   | Localidade              | Competição (2024-25) | Competição (2024-25)                                       |
| ----------------------- | ----------------------- | -------------------- | ---------------------------------------------------------- |
| Albernoense             | Albernoa                |                      | Segunda Divisão da AF Beja Série A (Distritais de nível 2) |
| Aldeia dos Fernandes    | Aldeia dos Fernandes    |                      | Segunda Divisão da AF Beja Série B (Distritais de nível 2) |
| Aldenovense             | Vila Nova de São Bento  |                      | Segunda Divisão da AF Beja Série A (Distritais de nível 2) |
| Alfundão                | Alfundão                |                      | Segunda Divisão da AF Beja Série B (Distritais de nível 2) |
| Aljustrelense           | Aljustrel               |                      | Primeira Divisão da AF Beja (Distritais de nível 1)        |
| Aljustrelense B         | Aljustrel               |                      | Equipa B extinta em 2021.                                  |
| Almodôvar               | Almodôvar               |                      | Primeira Divisão da AF Beja (Distritais de nível 1)        |
| Alvito                  | Alvito                  |                      | Segunda Divisão da AF Beja Série A (Distritais de nível 2) |
| Alvorada                | Ervidel                 |                      | Segunda Divisão da AF Beja Série B (Distritais de nível 2) |
| Amarelejense            | Amareleja               |                      | Segunda Divisão da AF Beja Série A (Distritais de nível 2) |
| Amoreiras-Gare          | Amoreiras-Gare          |                      | Segunda Divisão da AF Beja Série C (Distritais de nível 2) |
| Bairro da Conceição     | Beja                    |                      | Segunda Divisão da AF Beja Série A (Distritais de nível 2) |
| Barrancos               | Barrancos               |                      | Segunda Divisão da AF Beja Série A (Distritais de nível 2) |
| Cabeça Gorda            | Cabeça Gorda            |                      | Segunda Divisão da AF Beja Série A (Distritais de nível 2) |
| Castrense               | Castro Verde            |                      | Primeira Divisão da AF Beja (Distritais de nível 1)        |
| Despertar               | Beja                    |                      | Primeira Divisão da AF Beja (Distritais de nível 1)        |
| Desportivo de Beja      | Beja                    |                      | Clube sem futebol sénior desde 2018.                       |
| Entradense              | Entradas                |                      | Segunda Divisão da AF Beja Série B (Distritais de nível 2) |
| Ferreirense             | Ferreira do Alentejo    |                      | Segunda Divisão da AF Beja Série B (Distritais de nível 2) |
| Guadiana                | Mértola                 |                      | Sem futebol sénior desde 2021.                             |
| Messejanense            | Messejana               |                      | Segunda Divisão da AF Beja Série B (Distritais de nível 2) |
| Moura                   | Moura                   |                      | Primeira Divisão da AF Beja (Distritais de nível 1)        |
| Naverredondense         | Nave Redonda            |                      | Segunda Divisão da AF Beja Série C (Distritais de nível 2) |
| Negrilhos               | São João de Negrilhos   |                      | Segunda Divisão da AF Beja Série B (Distritais de nível 2) |
| Odemirense              | Odemira                 |                      | Segunda Divisão da AF Beja Série C (Distritais de nível 2) |
| Odivelas                | Odivelas                |                      | Segunda Divisão da AF Beja Série B (Distritais de nível 2) |
| Ourique                 | Ourique                 |                      | Segunda Divisão da AF Beja Série C (Distritais de nível 2) |
| Penedo Gordo            | Penedo Gordo            |                      | Primeira Divisão da AF Beja (Distritais de nível 1)        |
| Pereirense              | Pereiras-Gare           |                      | Segunda Divisão da AF Beja Série C (Distritais de nível 2) |
| Piense                  | Pias                    |                      | Primeira Divisão da AF Beja (Distritais de nível 1)        |
| Praia de Milfontes      | Vila Nova de Milfontes  |                      | Segunda Divisão da AF Beja Série C (Distritais de nível 2) |
| Renascente São Teotónio | São Teotónio            |                      | Primeira Divisão da AF Beja (Distritais de nível 1)        |
| Sabóia                  | Saboia                  |                      | Segunda Divisão da AF Beja Série C (Distritais de nível 2) |
| Salvadense              | Salvada                 |                      | Segunda Divisão da AF Beja Série A (Distritais de nível 2) |
| Santa Clara-a-Nova      | Santa Clara-a-Nova      |                      | Segunda Divisão da AF Beja Série B (Distritais de nível 2) |
| Santaclarense           | Santa Clara-a-Velha     |                      | Segunda Divisão da AF Beja Série C (Distritais de nível 2) |
| Santa Luzia             | Santa Luzia             |                      | Segunda Divisão da AF Beja Série C (Distritais de nível 2) |
| São Domingos            | Mina de São Domingos    |                      | Segunda Divisão da AF Beja Série A (Distritais de nível 2) |
| São Marcos              | São Marcos da Ataboeira |                      | Primeira Divisão da AF Beja (Distritais de nível 1)        |
| Serpa                   | Serpa                   |                      | Campeonato de Portugal Série D                             |
| Serpa B                 | Serpa                   |                      | Segunda Divisão da AF Beja Série A (Distritais de nível 2) |
| Sete                    | Sete                    |                      | Segunda Divisão da AF Beja Série B (Distritais de nível 2) |
| Sporting de Cuba        | Cuba                    |                      | Primeira Divisão da AF Beja (Distritais de nível 1)        |
| União Serpense          | Serpa                   |                      | Primeira Divisão da AF Beja (Distritais de nível 1)        |
| Vasco da Gama           | Vidigueira              |                      | Primeira Divisão da AF Beja (Distritais de nível 1)        |

## AF Braga
| Clube                       | Localidade                   | Competição (2024-25) | Competição (2024-25)                                         |
| --------------------------- | ---------------------------- | -------------------- | ------------------------------------------------------------ |
| Aboim                       | Aboim da Nóbrega             |                      | Primeira Divisão da AF Braga Série B (Distritais de nível 3) |
| Águias de Alvelos           | Alvelos                      |                      | Divisão de Honra da AF Braga Série A (Distritais de nível 2) |
| Águias de Alvite            | Alvite                       |                      | Primeira Divisão da AF Braga Série D (Distritais de nível 3) |
| Águias Negras               | Tabuadelo                    |                      | Primeira Divisão da AF Braga Série C (Distritais de nível 3) |
| Airão                       | Santa Maria de Airão         |                      | Divisão de Honra da AF Braga Série C (Distritais de nível 2) |
| Alegrienses                 | Braga                        |                      | Primeira Divisão da AF Braga Série A (Distritais de nível 3) |
| Amares                      | Amares                       |                      | Pro-Nacional da AF Braga Série A (Distritais de nível 1)     |
| Amigos de Urgeses           | Urgezes                      |                      | Divisão de Honra da AF Braga Série C (Distritais de nível 2) |
| Antas                       | Antas                        |                      | Primeira Divisão da AF Braga Série A (Distritais de nível 3) |
| Antime                      | Antime                       |                      | Divisão de Honra da AF Braga Série C (Distritais de nível 2) |
| Arões                       | Fafe                         |                      | Pro-Nacional da AF Braga Série B (Distritais de nível 1)     |
| Arsenal Crespos             | Crespos                      |                      | Primeira Divisão da AF Braga Série B (Distritais de nível 3) |
| Ases de Santa Eufémia       | Santa Eufémia de Prazins     |                      | Primeira Divisão da AF Braga Série C (Distritais de nível 3) |
| Associação Merelim São Paio | São Paio de Merelim          |                      | Primeira Divisão da AF Braga Série B (Distritais de nível 3) |
| Bairro                      | Bairro                       |                      | Divisão de Honra da AF Braga Série B (Distritais de nível 2) |
| Berço                       | Guimarães                    |                      | Pro-Nacional da AF Braga Série B (Distritais de nível 1)     |
| Brito                       | Brito                        |                      | Campeonato de Portugal Série A                               |
| Brito B                     | Brito                        |                      | Primeira Divisão da AF Braga Série C (Distritais de nível 3) |
| Cabanelas                   | Cabanelas                    |                      | Primeira Divisão da AF Braga Série B (Distritais de nível 3) |
| Caçadores das Taipas        | Caldas das Taipas            |                      | Pro-Nacional da AF Braga Série B (Distritais de nível 1)     |
| Caçadores das Taipas B      | Caldas das Taipas            |                      | Primeira Divisão da AF Braga Série D (Distritais de nível 3) |
| Caldelas                    | Caldelas                     |                      | Divisão de Honra da AF Braga Série B (Distritais de nível 2) |
| Calendário                  | Calendário                   |                      | Divisão de Honra da AF Braga Série A (Distritais de nível 2) |
| Carreira                    | Carreira                     |                      | Divisão de Honra da AF Braga Série A (Distritais de nível 2) |
| Carreira B                  | Carreira                     |                      | Primeira Divisão da AF Braga Série A (Distritais de nível 3) |
| Cavez                       | Cavez                        |                      | Primeira Divisão da AF Braga Série D (Distritais de nível 3) |
| Celeirós                    | Celeirós                     |                      | Divisão de Honra da AF Braga Série B (Distritais de nível 2) |
| Celoricense                 | Celorico de Basto            |                      | Divisão de Honra da AF Braga Série C (Distritais de nível 2) |
| Cepanense                   | Cepães                       |                      | Primeira Divisão da AF Braga Série D (Distritais de nível 3) |
| Os Ceramistas               | Galegos (São Martinho)       |                      | Divisão de Honra da AF Braga Série A (Distritais de nível 2) |
| Delães                      | Delães                       |                      | Primeira Divisão da AF Braga Série C (Distritais de nível 3) |
| Desportivo de Ronfe         | Ronfe                        |                      | Pro-Nacional da AF Braga Série B (Distritais de nível 1)     |
| Desportivo de Ronfe B       | Ronfe                        |                      | Primeira Divisão da AF Braga Série C (Distritais de nível 3) |
| Desportivo de São Cosme     | São Cosme do Vale            |                      | Primeira Divisão da AF Braga Série A (Distritais de nível 3) |
| Dumiense/CJP II             | Dume                         |                      | Pro-Nacional da AF Braga Série A (Distritais de nível 1)     |
| Emilianos                   | Santo Emilião                |                      | Primeira Divisão da AF Braga Série B (Distritais de nível 3) |
| Esporões                    | Esporões                     |                      | Divisão de Honra da AF Braga Série B (Distritais de nível 2) |
| Esposende                   | Esposende                    |                      | Divisão de Honra da AF Braga Série A (Distritais de nível 2) |
| Este                        | São Pedro de Este            |                      | Divisão de Honra da AF Braga Série B (Distritais de nível 2) |
| Fafe                        | Fafe                         |                      | Liga 3                                                       |
| Famalicão                   | Vila Nova de Famalicão       |                      | Primeira Liga                                                |
| Fermilense                  | Fermil de Basto              |                      | Primeira Divisão da AF Braga Série D (Distritais de nível 3) |
| Figueiredo                  | Figueiredo                   |                      | Primeira Divisão da AF Braga Série A (Distritais de nível 3) |
| Fonte Boa                   | Fonte Boa                    |                      | Primeira Divisão da AF Braga Série A (Distritais de nível 3) |
| Forjães                     | Forjães                      |                      | Pro-Nacional da AF Braga Série A (Distritais de nível 1)     |
| Fradelos                    | Fradelos                     |                      | Divisão de Honra da AF Braga Série A (Distritais de nível 2) |
| Gandarela                   | Gandarela de Basto           |                      | Primeira Divisão da AF Braga Série D (Distritais de nível 3) |
| Gerês                       | Gerês                        |                      | Primeira Divisão da AF Braga Série B (Distritais de nível 3) |
| Gil Vicente                 | Barcelos                     |                      | Primeira Liga                                                |
| Gonça                       | Gonça                        |                      | Divisão de Honra da AF Braga Série C (Distritais de nível 2) |
| Gondifelos                  | Gondifelos                   |                      | Primeira Divisão da AF Braga Série A (Distritais de nível 3) |
| Granja                      | Areias de Vilar              |                      | Divisão de Honra da AF Braga Série A (Distritais de nível 2) |
| Guilhofrei                  | Guilhofrei                   |                      | Divisão de Honra da AF Braga Série B (Distritais de nível 2) |
| Guisande                    | Guisande                     |                      | Divisão de Honra da AF Braga Série B (Distritais de nível 2) |
| Joane                       | Joane                        |                      | Campeonato de Portugal Série A                               |
| Lanhas                      | Lanhas                       |                      | Primeira Divisão da AF Braga Série B (Distritais de nível 3) |
| Longos                      | Longos                       |                      | Primeira Divisão da AF Braga Série C (Distritais de nível 3) |
| Louro                       | Louro                        |                      | Divisão de Honra da AF Braga Série A (Distritais de nível 2) |
| Louro B                     | Louro                        |                      | Primeira Divisão da AF Braga Série A (Distritais de nível 3) |
| Lousado                     | Lousado                      |                      | Divisão de Honra da AF Braga Série B (Distritais de nível 2) |
| MARCA                       | Vila Cova                    |                      | Divisão de Honra da AF Braga Série A (Distritais de nível 2) |
| Maria da Fonte              | Póvoa de Lanhoso             |                      | Pro-Nacional da AF Braga Série A (Distritais de nível 1)     |
| Maria da Fonte B            | Póvoa de Lanhoso             |                      | Primeira Divisão da AF Braga Série B (Distritais de nível 3) |
| Marinhas                    | Marinhas                     |                      | Pro-Nacional da AF Braga Série A (Distritais de nível 1)     |
| Marinhas B                  | Marinhas                     |                      | Primeira Divisão da AF Braga Série A (Distritais de nível 3) |
| Martim                      | Martim                       |                      | Pro-Nacional da AF Braga Série A (Distritais de nível 1)     |
| Martim B                    | Martim                       |                      | Primeira Divisão da AF Braga Série A (Distritais de nível 3) |
| Merelinense                 | São Pedro de Merelim         |                      | Pro-Nacional da AF Braga Série A (Distritais de nível 1)     |
| Moreirense                  | Moreira de Cónegos           |                      | Primeira Liga                                                |
| Ninense                     | Nine                         |                      | Pro-Nacional da AF Braga Série A (Distritais de nível 1)     |
| AD Oliveirense              | Santa Maria de Oliveira      |                      | Primeira Divisão da AF Braga Série C (Distritais de nível 3) |
| Operário                    | Vila Nova de Famalicão       |                      | Primeira Divisão da AF Braga Série A (Distritais de nível 3) |
| Operário de Campelos        | Campelos                     |                      | Divisão de Honra da AF Braga Série C (Distritais de nível 2) |
| Palmeiras                   | Braga                        |                      | Primeira Divisão da AF Braga Série B (Distritais de nível 3) |
| Pedralva                    | Pedralva                     |                      | Primeira Divisão da AF Braga Série B (Distritais de nível 3) |
| Pevidém                     | Pevidém                      |                      | Campeonato de Portugal Série A                               |
| Pica                        | Pica                         |                      | Divisão de Honra da AF Braga Série C (Distritais de nível 2) |
| Pico de Regalados           | Pico de Regalados            |                      | Primeira Divisão da AF Braga Série B (Distritais de nível 3) |
| Pinheiro                    | Pinheiro                     |                      | Primeira Divisão da AF Braga Série D (Distritais de nível 3) |
| Polvoreira                  | Polvoreira                   |                      | Divisão de Honra da AF Braga Série C (Distritais de nível 2) |
| Ponte                       | Ponte                        |                      | Pro-Nacional da AF Braga Série B (Distritais de nível 1)     |
| Porto de Ave                | Porto de Ave                 |                      | Pro-Nacional da AF Braga Série B (Distritais de nível 1)     |
| Porto de Ave B              | Porto de Ave                 |                      | Primeira Divisão da AF Braga Série B (Distritais de nível 3) |
| Pousa                       | Pousa                        |                      | Pro-Nacional da AF Braga Série A (Distritais de nível 1)     |
| Prado                       | Vila de Prado                |                      | Pro-Nacional da AF Braga Série A (Distritais de nível 1)     |
| Prazins e Corvite           | Santo Tirso de Prazins       |                      | Primeira Divisão da AF Braga Série C (Distritais de nível 3) |
| Regadas                     | Regadas                      |                      | Divisão de Honra da AF Braga Série C (Distritais de nível 2) |
| Rendufe                     | Rendufe                      |                      | Primeira Divisão da AF Braga Série B (Distritais de nível 3) |
| Ribeirão 1968               | Ribeirão                     |                      | Pro-Nacional da AF Braga Série B (Distritais de nível 1)     |
| Riopele                     | Pousada de Saramagos         |                      | Clube extinto em 1985.                                       |
| Roriz                       | Roriz                        |                      | Divisão de Honra da AF Braga Série A (Distritais de nível 2) |
| Ruivanense                  | Ruivães                      |                      | Divisão de Honra da AF Braga Série B (Distritais de nível 2) |
| Os Sandinenses              | São Martinho de Sande        |                      | Campeonato de Portugal Série A                               |
| Os Sandinenses B            | São Martinho de Sande        |                      | Primeira Divisão da AF Braga Série C (Distritais de nível 3) |
| Santa Eulália               | Santa Eulália                |                      | Pro-Nacional da AF Braga Série B (Distritais de nível 1)     |
| Santa Maria                 | Santa Maria de Galegos       |                      | Pro-Nacional da AF Braga Série A (Distritais de nível 1)     |
| Santiago Mascotelos         | Santiago de Candoso          |                      | Primeira Divisão da AF Braga Série D (Distritais de nível 3) |
| Santo Adrião                | Santo Adrião de Vizela       |                      | Primeira Divisão da AF Braga Série D (Distritais de nível 3) |
| Santo Estêvão               | Santo Estêvão de Briteiros   |                      | Primeira Divisão da AF Braga Série C (Distritais de nível 3) |
| São Cristóvão               | São Cristóvão de Selho       |                      | Primeira Divisão da AF Braga Série C (Distritais de nível 3) |
| São Paio                    | São Paio de Vizela           |                      | Divisão de Honra da AF Braga Série C (Distritais de nível 2) |
| São Paio de Arcos           | Braga                        |                      | Pro-Nacional da AF Braga Série A (Distritais de nível 1)     |
| São Veríssimo               | Tamel (São Veríssimo)        |                      | Primeira Divisão da AF Braga Série A (Distritais de nível 3) |
| Selho                       | São Lourenço de Selho        |                      | Divisão de Honra da AF Braga Série C (Distritais de nível 2) |
| Sequeirense                 | Sequeira                     |                      | Divisão de Honra da AF Braga Série B (Distritais de nível 2) |
| Serzedelo                   | Serzedelo (Guimarães)        |                      | Pro-Nacional da AF Braga Série B (Distritais de nível 1)     |
| Serzedelo São Pedro         | Serzedelo (Póvoa de Lanhoso) |                      | Primeira Divisão da AF Braga Série B (Distritais de nível 3) |
| Sete Fontes                 | Adaúfe                       |                      | Primeira Divisão da AF Braga Série A (Distritais de nível 3) |
| Sobreposta                  | Sobreposta                   |                      | Divisão de Honra da AF Braga Série B (Distritais de nível 2) |
| Souto e Gondomar            | São Salvador de Souto        |                      | Primeira Divisão da AF Braga Série C (Distritais de nível 3) |
| Sporting de Braga           | Braga                        |                      | Primeira Liga                                                |
| Sporting de Braga B         | Braga                        |                      | Liga 3                                                       |
| Sporting de Cabreiros       | Cabreiros                    |                      | Pro-Nacional da AF Braga Série A (Distritais de nível 1)     |
| Tadim                       | Tadim                        |                      | Primeira Divisão da AF Braga Série A (Distritais de nível 3) |
| Tagilde                     | Tagilde                      |                      | Primeira Divisão da AF Braga Série D (Distritais de nível 3) |
| Terras de Bouro             | Terras de Bouro              |                      | Divisão de Honra da AF Braga Série B (Distritais de nível 2) |
| Ucha                        | Ucha                         |                      | Divisão de Honra da AF Braga Série A (Distritais de nível 2) |
| União Torcatense            | São Torcato                  |                      | Pro-Nacional da AF Braga Série B (Distritais de nível 1)     |
| Unidos Aldão Cano           | Aldão                        |                      | Primeira Divisão da AF Braga Série C (Distritais de nível 3) |
| Viatodos                    | Viatodos                     |                      | Divisão de Honra da AF Braga Série A (Distritais de nível 2) |
| Vieira                      | Vieira do Minho              |                      | Pro-Nacional da AF Braga Série B (Distritais de nível 1)     |
| Vila Chã                    | Vila Chã                     |                      | Pro-Nacional da AF Braga Série A (Distritais de nível 1)     |
| Vilaverdense                | Vila Verde                   |                      | Campeonato de Portugal Série A                               |
| Vitória SC                  | Guimarães                    |                      | Primeira Liga                                                |
| Vitória SC B                | Guimarães                    |                      | Campeonato de Portugal Série A                               |
| Vizela                      | Vizela                       |                      | Segunda Liga                                                 |

## AF Bragança
| Clube                | Localidade           | Competição (2024-25) | Competição (2024-25)                                    |
| -------------------- | -------------------- | -------------------- | ------------------------------------------------------- |
| Africanos            | Bragança             |                      | Divisão de Honra da AF Bragança (Distritais de nível 1) |
| Águia do Vimioso     | Vimioso              |                      | Divisão de Honra da AF Bragança (Distritais de nível 1) |
| Bragança             | Bragança             |                      | Campeonato de Portugal Série A                          |
| Carção               | Carção               |                      | Divisão de Honra da AF Bragança (Distritais de nível 1) |
| Macedo de Cavaleiros | Macedo de Cavaleiros |                      | Divisão de Honra da AF Bragança (Distritais de nível 1) |
| Minas de Argozelo    | Argozelo             |                      | Divisão de Honra da AF Bragança (Distritais de nível 1) |
| Mirandela            | Mirandela            |                      | Campeonato de Portugal Série A                          |
| Mirandês             | Miranda do Douro     |                      | Divisão de Honra da AF Bragança (Distritais de nível 1) |
| Rebordelo            | Rebordelo            |                      | Divisão de Honra da AF Bragança (Distritais de nível 1) |
| Sendim               | Sendim               |                      | Divisão de Honra da AF Bragança (Distritais de nível 1) |
| Vila Flor            | Vila Flor            |                      | Divisão de Honra da AF Bragança (Distritais de nível 1) |
| Vinhais              | Vinhais              |                      | Divisão de Honra da AF Bragança (Distritais de nível 1) |

## AF Castelo Branco
| Clube                  | Localidade            | Competição (2024-25) | Competição (2024-25)                                          |
| ---------------------- | --------------------- | -------------------- | ------------------------------------------------------------- |
| Águias do Moradal      | Estreito              |                      | Primeira Divisão da AF Castelo Branco (Distritais de nível 1) |
| Alcains                | Alcains               |                      | Campeonato de Portugal Série C                                |
| Atalaia do Campo       | Atalaia do Campo      |                      | Primeira Divisão da AF Castelo Branco (Distritais de nível 1) |
| Belmonte               | Belmonte              |                      | Primeira Divisão da AF Castelo Branco (Distritais de nível 1) |
| Benfica Castelo Branco | Castelo Branco        |                      | Campeonato de Portugal Série C                                |
| Cabeçudo               | Cabeçudo              |                      | Primeira Divisão da AF Castelo Branco (Distritais de nível 1) |
| Estrela do Zêzere      | Boidobra              |                      | Primeira Divisão da AF Castelo Branco (Distritais de nível 1) |
| Idanhense              | Idanha-a-Nova         |                      | Primeira Divisão da AF Castelo Branco (Distritais de nível 1) |
| Oleiros                | Oleiros               |                      | Primeira Divisão da AF Castelo Branco (Distritais de nível 1) |
| Pedrógão               | Pedrógão de São Pedro |                      | Primeira Divisão da AF Castelo Branco (Distritais de nível 1) |
| Proença-a-Nova         | Proença-a-Nova        |                      | Primeira Divisão da AF Castelo Branco (Distritais de nível 1) |
| Sertanense             | Sertã                 |                      | Campeonato de Portugal Série C                                |
| Sporting da Covilhã    | Covilhã               |                      | Liga 3                                                        |
| Sporting da Covilhã B  | Covilhã               |                      | Primeira Divisão da AF Castelo Branco (Distritais de nível 1) |
| Vila Velha de Ródão    | Vila Velha de Ródão   |                      | Primeira Divisão da AF Castelo Branco (Distritais de nível 1) |
| Vitória de Sernache    | Cernache do Bonjardim |                      | Campeonato de Portugal Série C                                |

## AF Coimbra
| Clube                 | Localidade           | Competição (2024-25) | Competição (2024-25)                                           |
| --------------------- | -------------------- | -------------------- | -------------------------------------------------------------- |
| Académica SF          | Coimbra              |                      | Divisão de Honra da AF Coimbra (Distritais de nível 1)         |
| Académica OAF         | Coimbra              |                      | Liga 3                                                         |
| Académica OAF B       | Coimbra              |                      | Primeira Divisão da AF Coimbra Série A (Distritais de nível 2) |
| Os Águias             | Faíscas              |                      | Primeira Divisão da AF Coimbra Série B (Distritais de nível 2) |
| Ançã                  | Ançã                 |                      | Divisão de Honra da AF Coimbra (Distritais de nível 1)         |
| Ala-Arriba            | Mira                 |                      | Primeira Divisão da AF Coimbra Série B (Distritais de nível 2) |
| Arganil               | Arganil              |                      | Primeira Divisão da AF Coimbra Série A (Distritais de nível 2) |
| Brasfemes             | Coimbra              |                      | Primeira Divisão da AF Coimbra Série A (Distritais de nível 2) |
| Carapinheirense       | Carapinheira         |                      | Divisão de Honra da AF Coimbra (Distritais de nível 1)         |
| Condeixa              | Condeixa-a-Nova      |                      | Primeira Divisão da AF Coimbra Série A (Distritais de nível 2) |
| Condeixa B            | Condeixa-a-Nova      |                      | Primeira Divisão da AF Coimbra Série A (Distritais de nível 2) |
| Conimbricense         | Coimbra              |                      | Clube sem equipa sénior desde 1950.                            |
| Cova-Gala             | Figueira da Foz      |                      | Primeira Divisão da AF Coimbra Série B (Distritais de nível 2) |
| Desportiva de Lagares | Lagares da Beira     |                      | Divisão de Honra da AF Coimbra (Distritais de nível 1)         |
| Eirense               | Eiras                |                      | Divisão de Honra da AF Coimbra (Distritais de nível 1)         |
| Esperança Atlético    | Coimbra              |                      | Primeira Divisão da AF Coimbra Série A (Distritais de nível 2) |
| Febres                | Febres               |                      | Primeira Divisão da AF Coimbra Série B (Distritais de nível 2) |
| Gândaras              | Gândaras             |                      | Divisão de Honra da AF Coimbra (Distritais de nível 1)         |
| Góis                  | Góis                 |                      | Primeira Divisão da AF Coimbra Série A (Distritais de nível 2) |
| Góis B                | Góis                 |                      | Primeira Divisão da AF Coimbra Série B (Distritais de nível 2) |
| Juventude de Arzila   | Arzila               |                      | Primeira Divisão da AF Coimbra Série A (Distritais de nível 2) |
| Lousanense            | Lousã                |                      | Divisão de Honra da AF Coimbra (Distritais de nível 1)         |
| Os Marialvas          | Cantanhede           |                      | Campeonato de Portugal Série C                                 |
| Mirandense            | Miranda do Corvo     |                      | Primeira Divisão da AF Coimbra Série A (Distritais de nível 2) |
| Mocidade              | Cheira               |                      | Divisão de Honra da AF Coimbra (Distritais de nível 1)         |
| Moinhos               | Miranda do Corvo     |                      | Primeira Divisão da AF Coimbra Série A (Distritais de nível 2) |
| Naval 1893            | Figueira da Foz      |                      | Divisão de Honra da AF Coimbra (Distritais de nível 1)         |
| Naval 1893 B          | Figueira da Foz      |                      | Primeira Divisão da AF Coimbra Série B (Distritais de nível 2) |
| Naval 1.º de Maio     | Figueira da Foz      |                      | Clube extinto em 2017.                                         |
| Nogueirense           | Nogueira do Cravo    |                      | Divisão de Honra da AF Coimbra (Distritais de nível 1)         |
| Oliveira do Hospital  | Oliveira do Hospital |                      | Liga 3                                                         |
| Pampilhosense         | Pampilhosa da Serra  |                      | Divisão de Honra da AF Coimbra (Distritais de nível 1)         |
| Pedrulhense           | Coimbra              |                      | Primeira Divisão da AF Coimbra Série A (Distritais de nível 2) |
| Penelense             | Penela               |                      | Divisão de Honra da AF Coimbra (Distritais de nível 1)         |
| Poiares               | Vila Nova de Poiares |                      | Primeira Divisão da AF Coimbra Série A (Distritais de nível 2) |
| São Silvestre         | São Silvestre        |                      | Primeira Divisão da AF Coimbra Série B (Distritais de nível 2) |
| Sepins                | Sepins               |                      | Primeira Divisão da AF Coimbra Série B (Distritais de nível 2) |
| Sourense              | Soure                |                      | Primeira Divisão da AF Coimbra Série B (Distritais de nível 2) |
| Touring               | Praia de Mira        |                      | Primeira Divisão da AF Coimbra Série B (Distritais de nível 2) |
| Tourizense            | Touriz               |                      | Divisão de Honra da AF Coimbra (Distritais de nível 1)         |
| União                 | Gavinhos             |                      | Divisão de Honra da AF Coimbra (Distritais de nível 1)         |
| União da Tocha        | Tocha                |                      | Divisão de Honra da AF Coimbra (Distritais de nível 1)         |
| Clube União 1919      | Coimbra              |                      | Divisão de Honra da AF Coimbra (Distritais de nível 1)         |
| União 1919 B          | Coimbra              |                      | Primeira Divisão da AF Coimbra Série A (Distritais de nível 2) |
| Vinha da Rainha       | Vinha da Rainha      |                      | Divisão de Honra da AF Coimbra (Distritais de nível 1)         |

## AF Évora
| Clube                             | Localidade                | Competição (2024-25) | Competição (2024-25)                                 |
| --------------------------------- | ------------------------- | -------------------- | ---------------------------------------------------- |
| Aguiar                            | Aguiar                    |                      | Divisão de Elite da AF Évora (Distritais de nível 1) |
| Alcaçovense                       | Alcáçovas                 |                      | Divisão de Elite da AF Évora (Distritais de nível 1) |
| Arcoense                          | Arcos                     |                      | Divisão de Honra da AF Évora (Distritais de nível 2) |
| Arraiolense                       | Arraiolos                 |                      | Divisão de Elite da AF Évora (Distritais de nível 1) |
| Associação Lusitano de Évora 1911 | Évora                     |                      | Divisão de Elite da AF Évora (Distritais de nível 1) |
| Atlético                          | Reguengos de Monsaraz     |                      | Divisão de Elite da AF Évora (Distritais de nível 1) |
| Bencatelense                      | Bencatel                  |                      | Divisão de Honra da AF Évora (Distritais de nível 2) |
| Borbense                          | Borba                     |                      | Divisão de Honra da AF Évora (Distritais de nível 2) |
| Cabrela                           | Cabrela                   |                      | Divisão de Honra da AF Évora (Distritais de nível 2) |
| O Calipolense                     | Vila Viçosa               |                      | Divisão de Honra da AF Évora (Distritais de nível 2) |
| Canaviais                         | Canaviais                 |                      | Divisão de Elite da AF Évora (Distritais de nível 1) |
| Corval                            | Corval                    |                      | Divisão de Elite da AF Évora (Distritais de nível 1) |
| Escouralense                      | Santiago do Escoural      |                      | Divisão de Elite da AF Évora (Distritais de nível 1) |
| Estrela de Vendas Novas           | Vendas Novas              |                      | Divisão de Elite da AF Évora (Distritais de nível 1) |
| Estremoz                          | Estremoz                  |                      | Divisão de Honra da AF Évora (Distritais de nível 2) |
| Fazendas do Cortiço               | Fazendas do Cortiço       |                      | Divisão de Elite da AF Évora (Distritais de nível 1) |
| Juventude                         | Évora                     |                      | Campeonato de Portugal Série D                       |
| Lusitano                          | Évora                     |                      | Campeonato de Portugal Série D                       |
| Lusitano B                        | Évora                     |                      | Divisão de Honra da AF Évora (Distritais de nível 2) |
| Monte do Trigo                    | Monte do Trigo            |                      | Divisão de Elite da AF Évora (Distritais de nível 1) |
| Oriolenses                        | Oriola                    |                      | Divisão de Honra da AF Évora (Distritais de nível 2) |
| Perolivense                       | Perolivas                 |                      | Divisão de Honra da AF Évora (Distritais de nível 2) |
| Portel                            | Portel                    |                      | Divisão de Elite da AF Évora (Distritais de nível 1) |
| Redondense                        | Redondo                   |                      | Divisão de Elite da AF Évora (Distritais de nível 1) |
| Santana do Campo                  | Santana do Campo          |                      | Divisão de Honra da AF Évora (Distritais de nível 2) |
| São Bartolomeu do Outeiro         | São Bartolomeu do Outeiro |                      | Divisão de Honra da AF Évora (Distritais de nível 2) |
| Sporting de Viana                 | Viana do Alentejo         |                      | Divisão de Elite da AF Évora (Distritais de nível 1) |
| Tourega                           | Tourega                   |                      | Divisão de Honra da AF Évora (Distritais de nível 2) |
| União de Montemor                 | Montemor-o-Novo           |                      | Divisão de Elite da AF Évora (Distritais de nível 1) |
| Vera Cruz                         | Vera Cruz                 |                      | Divisão de Honra da AF Évora (Distritais de nível 2) |

## AF Guarda
| Clube                 | Localidade             | Competição (2024-25) | Competição (2024-25)                                          |
| --------------------- | ---------------------- | -------------------- | ------------------------------------------------------------- |
| Aguiar da Beira       | Aguiar da Beira        |                      | Primeira Divisão da AF Guarda Série A (Distritais de nível 1) |
| Casal de Cinza        | Casal de Cinza         |                      | Primeira Divisão da AF Guarda Série B (Distritais de nível 1) |
| Celoricense           | Celorico da Beira      |                      | Primeira Divisão da AF Guarda Série C (Distritais de nível 1) |
| Desportiva do Soito   | Soito                  |                      | Primeira Divisão da AF Guarda Série B (Distritais de nível 1) |
| Estrela de Almeida    | Almeida                |                      | Primeira Divisão da AF Guarda Série B (Distritais de nível 1) |
| Fornos de Algodres    | Fornos de Algodres     |                      | Primeira Divisão da AF Guarda Série C (Distritais de nível 1) |
| Foz Côa               | Vila Nova de Foz Coa   |                      | Primeira Divisão da AF Guarda Série A (Distritais de nível 1) |
| Freixo de Numão       | Freixo de Numão        |                      | Primeira Divisão da AF Guarda Série A (Distritais de nível 1) |
| Gouveia               | Gouveia                |                      | Primeira Divisão da AF Guarda Série C (Distritais de nível 1) |
| Guarda                | Guarda                 |                      | Campeonato de Portugal Série B                                |
| Guarda Desportiva     | Guarda                 |                      | Primeira Divisão da AF Guarda Série B (Distritais de nível 1) |
| Manteigas             | Manteigas              |                      | Primeira Divisão da AF Guarda Série C (Distritais de nível 1) |
| Nespereira            | Nespereira             |                      | Primeira Divisão da AF Guarda Série C (Distritais de nível 1) |
| Paços da Serra        | Paços da Serra         |                      | Primeira Divisão da AF Guarda Série C (Distritais de nível 1) |
| Pinhelenses           | Pinhel                 |                      | Primeira Divisão da AF Guarda Série A (Distritais de nível 1) |
| Sabugal               | Sabugal                |                      | Primeira Divisão da AF Guarda Série B (Distritais de nível 1) |
| São Romão             | São Romão              |                      | Primeira Divisão da AF Guarda Série C (Distritais de nível 1) |
| Sporting de Mêda      | Meda                   |                      | Primeira Divisão da AF Guarda Série A (Distritais de nível 1) |
| Trancoso              | Trancoso               |                      | Primeira Divisão da AF Guarda Série A (Distritais de nível 1) |
| Vila Cortez           | Vila Cortês do Mondego |                      | Primeira Divisão da AF Guarda Série A (Distritais de nível 1) |
| Vila Franca das Naves | Vila Franca das Naves  |                      | Primeira Divisão da AF Guarda Série A (Distritais de nível 1) |
| Vilanovenses          | Vila Nova de Tazem     |                      | Primeira Divisão da AF Guarda Série C (Distritais de nível 1) |
| Vilar Formoso         | Vilar Formoso          |                      | Primeira Divisão da AF Guarda Série B (Distritais de nível 1) |

## AF Horta
| Clube              | Localidade               | Competição (2024-25) | Competição (2024-25)                                     |
| ------------------ | ------------------------ | -------------------- | -------------------------------------------------------- |
| Atlético Angústias | Horta (Faial)            |                      | Campeonato da AF Horta (Distritais de nível 2)           |
| Clube Fraternidade | Castelo Branco (Faial)   |                      | Campeonato da AF Horta (Distritais de nível 2)           |
| Fayal              | Horta (Faial)            |                      | Campeonato de Futebol dos Açores (Distritais de nível 1) |
| Flamengos          | Horta (Faial)            |                      | Campeonato da AF Horta (Distritais de nível 2)           |
| Madalena           | Madalena (Pico)          |                      | Campeonato da AF Horta (Distritais de nível 2)           |
| Vitória do Pico    | São Roque do Pico (Pico) |                      | Campeonato de Futebol dos Açores (Distritais de nível 1) |

## AF Leiria
| Clube                | Localidade              | Competição (2021-22) | Competição (2021-22)                                          |
| -------------------- | ----------------------- | -------------------- | ------------------------------------------------------------- |
| Alegre e Unido       | Bajouca                 |                      | Divisão de Honra da AF Leiria (Distritais de nível 1)         |
| Alqueidão da Serra   | Alqueidão da Serra      |                      | Divisão de Honra da AF Leiria (Distritais de nível 1)         |
| Alvaiázere           | Alvaiázere              |                      | Primeira Divisão da AF Leiria Série A (Distritais de nível 2) |
| Ansião               | Ansião                  |                      | Divisão de Honra da AF Leiria (Distritais de nível 1)         |
| Atouguiense          | Atouguia da Baleia      |                      | Primeira Divisão da AF Leiria Série B (Distritais de nível 2) |
| Avelarense           | Avelar                  |                      | Primeira Divisão da AF Leiria Série A (Distritais de nível 2) |
| Beneditense          | Benedita                |                      | Primeira Divisão da AF Leiria Série B (Distritais de nível 2) |
| Bombarralense        | Bombarral               |                      | Divisão de Honra da AF Leiria (Distritais de nível 1)         |
| Bombarralense B      | Bombarral               |                      | Primeira Divisão da AF Leiria Série B (Distritais de nível 2) |
| Caldas               | Caldas da Rainha        |                      | Liga 3                                                        |
| Caldas B             | Caldas da Rainha        |                      | Primeira Divisão da AF Leiria Série B (Distritais de nível 2) |
| Caranguejeira        | Caranguejeira           |                      | Primeira Divisão da AF Leiria Série B (Distritais de nível 2) |
| Caseirinhos          | Pombal                  |                      | Primeira Divisão da AF Leiria Série A (Distritais de nível 2) |
| Chão de Couce        | Chão de Couce           |                      | Primeira Divisão da AF Leiria Série A (Distritais de nível 2) |
| Figueiró dos Vinhos  | Figueiró dos Vinhos     |                      | Divisão de Honra da AF Leiria (Distritais de nível 1)         |
| Ginásio de Alcobaça  | Alcobaça                |                      | Divisão de Honra da AF Leiria (Distritais de nível 1)         |
| GRAP                 | Leiria                  |                      | Primeira Divisão da AF Leiria Série A (Distritais de nível 2) |
| Guiense              | Guia                    |                      | Divisão de Honra da AF Leiria (Distritais de nível 1)         |
| Ilha                 | Ilha                    |                      | Primeira Divisão da AF Leiria Série A (Distritais de nível 2) |
| Leiria e Marrazes    | Leiria                  |                      | Divisão de Honra da AF Leiria (Distritais de nível 1)         |
| Maceirinha           | Maceirinha              |                      | Primeira Divisão da AF Leiria Série B (Distritais de nível 2) |
| Marinhense           | Marinha Grande          |                      | Campeonato de Portugal Série C                                |
| Marinhense B         | Marinha Grande          |                      | Divisão de Honra da AF Leiria (Distritais de nível 1)         |
| Mata Mourisquense    | Mata Mourisca           |                      | Primeira Divisão da AF Leiria Série A (Distritais de nível 2) |
| Meirinhas            | Meirinhas               |                      | Primeira Divisão da AF Leiria Série A (Distritais de nível 2) |
| Mirense              | Mira de Aire            |                      | Divisão de Honra da AF Leiria (Distritais de nível 1)         |
| Moita do Boi         | Moita do Boi            |                      | Divisão de Honra da AF Leiria (Distritais de nível 1)         |
| Motor Clube          | Leiria                  |                      | Primeira Divisão da AF Leiria Série A (Distritais de nível 2) |
| Nazaré               | Nazaré                  |                      | Primeira Divisão da AF Leiria Série B (Distritais de nível 2) |
| Nazarenos            | Nazaré                  |                      | Primeira Divisão da AF Leiria Série B (Distritais de nível 2) |
| Pedroguense          | Pedrógão Grande         |                      | Primeira Divisão da AF Leiria Série A (Distritais de nível 2) |
| Pelariga             | Pelariga                |                      | Divisão de Honra da AF Leiria (Distritais de nível 1)         |
| Peniche              | Peniche                 |                      | Campeonato de Portugal Série C                                |
| Peniche B            | Peniche                 |                      | Primeira Divisão da AF Leiria Série B (Distritais de nível 2) |
| Peso                 | Peso                    |                      | Primeira Divisão da AF Leiria Série B (Distritais de nível 2) |
| Portomosense         | Porto de Mós            |                      | Divisão de Honra da AF Leiria (Distritais de nível 1)         |
| Santo Amaro          | Ortigosa                |                      | Primeira Divisão da AF Leiria Série A (Distritais de nível 2) |
| Sporting de Pombal   | Pombal                  |                      | Campeonato de Portugal Série C                                |
| Sporting de Pombal B | Pombal                  |                      | Primeira Divisão da AF Leiria Série A (Distritais de nível 2) |
| União da Serra       | Santa Catarina da Serra |                      | Primeira Divisão da AF Leiria Série B (Distritais de nível 2) |
| União de Leiria      | Leiria                  |                      | Segunda Liga                                                  |
| União de Leiria B    | Leiria                  |                      | Primeira Divisão da AF Leiria Série B (Distritais de nível 2) |
| Unidos               | Casal dos Claros        |                      | Primeira Divisão da AF Leiria Série A (Distritais de nível 2) |
| Vieirense            | Vieira de Leiria        |                      | Divisão de Honra da AF Leiria (Distritais de nível 1)         |

## AF Lisboa
| Clube                    | Localidade              | Competição (2024-25) | Competição (2024-25)                                          |
| ------------------------ | ----------------------- | -------------------- | ------------------------------------------------------------- |
| Abóboda                  | Abóboda                 |                      | Segunda Divisão da AF Lisboa Série 2 (Distritais de nível 2)  |
| ADCEO                    | Lisboa                  |                      | Segunda Divisão da AF Lisboa Série 2 (Distritais de nível 2)  |
| ADCEO B                  | Lisboa                  |                      | Terceira Divisão da AF Lisboa Série 1 (Distritais de nível 3) |
| A-dos-Cunhados           | A-dos-Cunhados          |                      | Segunda Divisão da AF Lisboa Série 1 (Distritais de nível 2)  |
| Agualva                  | Agualva-Cacém           |                      | Terceira Divisão da AF Lisboa Série 2 (Distritais de nível 3) |
| Águias da Musgueira      | Lisboa                  |                      | Segunda Divisão da AF Lisboa Série 2 (Distritais de nível 2)  |
| Águias de Camarate       | Camarate                |                      | Segunda Divisão da AF Lisboa Série 2 (Distritais de nível 2)  |
| Alcainça                 | São Miguel de Alcainça  |                      | Segunda Divisão da AF Lisboa Série 1 (Distritais de nível 2)  |
| Alenquer e Benfica       | Alenquer                |                      | Terceira Divisão da AF Lisboa Série 1 (Distritais de nível 3) |
| Algés                    | Algés                   |                      | Segunda Divisão da AF Lisboa Série 2 (Distritais de nível 2)  |
| Algueirão                | Algueirão-Mem Martins   |                      | Terceira Divisão da AF Lisboa Série 1 (Distritais de nível 3) |
| Alta de Lisboa           | Lisboa                  |                      | Primeira Divisão da AF Lisboa (Distritais de nível 1)         |
| Alverca                  | Alverca do Ribatejo     |                      | Segunda Liga                                                  |
| Alverca B                | Alverca do Ribatejo     |                      | Primeira Divisão da AF Lisboa (Distritais de nível 1)         |
| Arneiros                 | Arneiros                |                      | Segunda Divisão da AF Lisboa Série 1 (Distritais de nível 2)  |
| Arrudense                | Arruda dos Vinhos       |                      | Terceira Divisão da AF Lisboa Série 1 (Distritais de nível 3) |
| Associação da Torre      | Torre                   |                      | Segunda Divisão da AF Lisboa Série 2 (Distritais de nível 2)  |
| Associação Murteirense   | Murteira                |                      | Segunda Divisão da AF Lisboa Série 1 (Distritais de nível 2)  |
| Atlético                 | Lisboa                  |                      | Liga 3                                                        |
| Atlético da Malveira     | Malveira                |                      | Primeira Divisão da AF Lisboa (Distritais de nível 1)         |
| Atlético da Malveira B   | Malveira                |                      | Terceira Divisão da AF Lisboa Série 1 (Distritais de nível 3) |
| Atlético do Cacém        | Agualva-Cacém           |                      | Primeira Divisão da AF Lisboa (Distritais de nível 1)         |
| Atlético do Cacém B      | Agualva-Cacém           |                      | Terceira Divisão da AF Lisboa Série 2 (Distritais de nível 3) |
| Atlético do Tojal        | Santo Antão do Tojal    |                      | Segunda Divisão da AF Lisboa Série 1 (Distritais de nível 2)  |
| Atlético Povoense        | Póvoa de Santa Iria     |                      | Segunda Divisão da AF Lisboa Série 1 (Distritais de nível 2)  |
| B-SAD                    | Lisboa                  |                      | Clube extinto em 2024.                                        |
| Belenenses               | Lisboa                  |                      | Liga 3                                                        |
| Benfica                  | Lisboa                  |                      | Primeira Liga                                                 |
| Benfica B                | Lisboa                  |                      | Segunda Liga                                                  |
| Bobadelense              | Bobadela                |                      | Segunda Divisão da AF Lisboa Série 1 (Distritais de nível 2)  |
| Bocal                    | Bocal                   |                      | Primeira Divisão da AF Lisboa (Distritais de nível 1)         |
| Bragadense               | Póvoa de Santa Iria     |                      | Terceira Divisão da AF Lisboa Série 1 (Distritais de nível 3) |
| Os Bucelenses            | Bucelas                 |                      | Segunda Divisão da AF Lisboa Série 1 (Distritais de nível 2)  |
| CAC                      | Pontinha                |                      | Terceira Divisão da AF Lisboa Série 2 (Distritais de nível 3) |
| Carcavelinhos            | Lisboa                  |                      | Clube extinto em 1942.                                        |
| Carcavelos               | Carcavelos              |                      | Terceira Divisão da AF Lisboa Série 2 (Distritais de nível 3) |
| Carregado                | Carregado               |                      | Segunda Divisão da AF Lisboa Série 1 (Distritais de nível 2)  |
| Casa Pia                 | Lisboa                  |                      | Primeira Liga                                                 |
| Cascais                  | Cascais                 |                      | Segunda Divisão da AF Lisboa Série 2 (Distritais de nível 2)  |
| Catujalense              | Catujal                 |                      | Segunda Divisão da AF Lisboa Série 1 (Distritais de nível 2)  |
| Coutada                  | Torres Vedras           |                      | Primeira Divisão da AF Lisboa (Distritais de nível 1)         |
| Damaiense                | Damaia                  |                      | Primeira Divisão da AF Lisboa (Distritais de nível 1)         |
| Ericeirense              | Ericeira                |                      | Primeira Divisão da AF Lisboa (Distritais de nível 1)         |
| Estoril Praia            | Estoril                 |                      | Primeira Liga                                                 |
| Estoril Praia B          | Estoril                 |                      | Segunda Divisão da AF Lisboa Série 2 (Distritais de nível 2)  |
| Club Football Estrela    | Amadora                 |                      | Primeira Liga                                                 |
| Club Football Estrela B  | Amadora                 |                      | Terceira Divisão da AF Lisboa Série 2 (Distritais de nível 3) |
| Estrela da Amadora       | Amadora                 |                      | Clube extinto em 2011.                                        |
| Fontainhas               | Cascais                 |                      | Segunda Divisão da AF Lisboa Série 2 (Distritais de nível 2)  |
| Frielas                  | Frielas                 |                      | Segunda Divisão da AF Lisboa Série 1 (Distritais de nível 2)  |
| Fundação Salesianos      | Lisboa                  |                      | Terceira Divisão da AF Lisboa Série 2 (Distritais de nível 3) |
| Futebol Benfica          | Lisboa                  |                      | Primeira Divisão da AF Lisboa (Distritais de nível 1)         |
| Jerumelo                 | Jerumelo                |                      | Segunda Divisão da AF Lisboa Série 1 (Distritais de nível 2)  |
| Juventude da Castanheira | Castanheira do Ribatejo |                      | Terceira Divisão da AF Lisboa Série 1 (Distritais de nível 3) |
| Linda-a-Velha            | Linda-a-Velha           |                      | Primeira Divisão da AF Lisboa (Distritais de nível 1)         |
| Linda-a-Velha B          | Linda-a-Velha           |                      | Segunda Divisão da AF Lisboa Série 2 (Distritais de nível 2)  |
| Loures                   | Loures                  |                      | Primeira Divisão da AF Lisboa (Distritais de nível 1)         |
| Loures B                 | Loures                  |                      | Terceira Divisão da AF Lisboa Série 1 (Distritais de nível 3) |
| Lourinhanense            | Lourinhã                |                      | Primeira Divisão da AF Lisboa (Distritais de nível 1)         |
| Mafra                    | Mafra                   |                      | Segunda Liga                                                  |
| Malveira da Serra        | Malveira da Serra       |                      | Terceira Divisão da AF Lisboa Série 2 (Distritais de nível 3) |
| Mem Martins              | Algueirão-Mem Martins   |                      | Segunda Divisão da AF Lisboa Série 2 (Distritais de nível 2)  |
| Monte Agraço             | Sobral de Monte Agraço  |                      | Terceira Divisão da AF Lisboa Série 1 (Distritais de nível 3) |
| Os Montelavarenses       | Montelavar              |                      | Terceira Divisão da AF Lisboa Série 1 (Distritais de nível 3) |
| Mucifalense              | Mucifal                 |                      | Terceira Divisão da AF Lisboa Série 1 (Distritais de nível 3) |
| Negrais                  | Negrais                 |                      | Primeira Divisão da AF Lisboa (Distritais de nível 1)         |
| Nova SBE                 | Carcavelos              |                      | Terceira Divisão da AF Lisboa Série 2 (Distritais de nível 3) |
| 9 de Abril de Trajouce   | Trajouce                |                      | Terceira Divisão da AF Lisboa Série 2 (Distritais de nível 3) |
| Oeiras                   | Oeiras                  |                      | Segunda Divisão da AF Lisboa Série 2 (Distritais de nível 2)  |
| Olivais e Moscavide      | Lisboa                  |                      | Primeira Divisão da AF Lisboa (Distritais de nível 1)         |
| Olivais Sul              | Lisboa                  |                      | Terceira Divisão da AF Lisboa Série 2 (Distritais de nível 3) |
| Operário de Lisboa       | Lisboa                  |                      | Terceira Divisão da AF Lisboa Série 2 (Distritais de nível 3) |
| Oriental                 | Lisboa                  |                      | Primeira Divisão da AF Lisboa (Distritais de nível 1)         |
| Palmense                 | Lisboa                  |                      | Primeira Divisão da AF Lisboa (Distritais de nível 1)         |
| Pêro Pinheiro            | Pero Pinheiro           |                      | Campeonato de Portugal Série C                                |
| Pêro Pinheiro B          | Pero Pinheiro           |                      | Terceira Divisão da AF Lisboa Série 1 (Distritais de nível 3) |
| Ponte de Frielas         | Frielas                 |                      | Segunda Divisão da AF Lisboa Série 1 (Distritais de nível 2)  |
| Ponte de Frielas B       | Frielas                 |                      | Terceira Divisão da AF Lisboa Série 1 (Distritais de nível 3) |
| Ponterrolense            | Ponte do Rol            |                      | Primeira Divisão da AF Lisboa (Distritais de nível 1)         |
| Porto Salvo              | Porto Salvo             |                      | Segunda Divisão da AF Lisboa Série 2 (Distritais de nível 2)  |
| 1.º de Dezembro          | Sintra                  |                      | Liga 3                                                        |
| 1.º de Dezembro B        | Sintra                  |                      | Segunda Divisão da AF Lisboa Série 2 (Distritais de nível 2)  |
| Real                     | Queluz                  |                      | Primeira Divisão da AF Lisboa (Distritais de nível 1)         |
| Real B                   | Queluz                  |                      | Terceira Divisão da AF Lisboa Série 2 (Distritais de nível 3) |
| Respira O2               | Porto Salvo             |                      | Terceira Divisão da AF Lisboa Série 2 (Distritais de nível 3) |
| Rio de Mouro             | Rio de Mouro            |                      | Terceira Divisão da AF Lisboa Série 1 (Distritais de nível 3) |
| Sabuguense               | Sabugo                  |                      | Terceira Divisão da AF Lisboa Série 1 (Distritais de nível 3) |
| Sacavenense              | Sacavém                 |                      | Primeira Divisão da AF Lisboa (Distritais de nível 1)         |
| Sanjoanense              | São João da Talha       |                      | Segunda Divisão da AF Lisboa Série 1 (Distritais de nível 2)  |
| Santa Iria               | Santa Iria de Azoia     |                      | Primeira Divisão da AF Lisboa (Distritais de nível 1)         |
| Santa Maria              | Odivelas                |                      | Terceira Divisão da AF Lisboa Série 1 (Distritais de nível 3) |
| Santo António de Lisboa  | Lisboa                  |                      | Segunda Divisão da AF Lisboa Série 2 (Distritais de nível 2)  |
| Sintrense                | Sintra                  |                      | Campeonato de Portugal Série D                                |
| Sintrense B              | Sintra                  |                      | Terceira Divisão da AF Lisboa Série 1 (Distritais de nível 3) |
| Sobreirense              | Sobreiro Curvo          |                      | Segunda Divisão da AF Lisboa Série 1 (Distritais de nível 2)  |
| SL Olivais               | Lisboa                  |                      | Terceira Divisão da AF Lisboa Série 2 (Distritais de nível 3) |
| Sporting                 | Lisboa                  |                      | Primeira Liga                                                 |
| Sporting B               | Lisboa                  |                      | Liga 3                                                        |
| Sporting de Lourel       | Lourel                  |                      | Primeira Divisão da AF Lisboa (Distritais de nível 1)         |
| Talaíde                  | Talaíde                 |                      | Terceira Divisão da AF Lisboa Série 2 (Distritais de nível 3) |
| Torreense                | Torres Vedras           |                      | Segunda Liga                                                  |
| União de Lisboa          | Lisboa                  |                      | Clube extinto em 1942.                                        |
| União de Tires           | Tires                   |                      | Primeira Divisão da AF Lisboa (Distritais de nível 1)         |
| União de Tires B         | Tires                   |                      | Terceira Divisão da AF Lisboa Série 2 (Distritais de nível 3) |
| União dos Santos         | Sintra                  |                      | Terceira Divisão da AF Lisboa Série 2 (Distritais de nível 3) |
| Unidos                   | Lisboa                  |                      | Clube sem futebol sénior desde 2009.                          |
| Venda do Pinheiro        | Venda do Pinheiro       |                      | Terceira Divisão da AF Lisboa Série 1 (Distritais de nível 3) |
| Vialonga                 | Vialonga                |                      | Primeira Divisão da AF Lisboa (Distritais de nível 1)         |
| Vilafranquense           | Vila Franca de Xira     |                      | Terceira Divisão da AF Lisboa Série 1 (Distritais de nível 3) |
| Vila Franca do Rosário   | Vila Franca do Rosário  |                      | Primeira Divisão da AF Lisboa (Distritais de nível 1)         |

## AF Madeira
| Clube               | Localidade                | Competição (2021-22) | Competição (2021-22)                                   |
| ------------------- | ------------------------- | -------------------- | ------------------------------------------------------ |
| Andorinha           | Santo António             |                      | Divisão de Honra da AF Madeira (Distritais de nível 1) |
| Bairro da Argentina | Câmara de Lobos           |                      | Primeira Divisão da AF Madeira (Distritais de nível 2) |
| Barreirense         | Funchal                   |                      | Primeira Divisão da AF Madeira (Distritais de nível 2) |
| Camacha             | Camacha (Madeira)         |                      | Campeonato de Portugal Série B                         |
| Caniçal             | Caniçal                   |                      | Divisão de Honra da AF Madeira (Distritais de nível 1) |
| Câmara de Lobos     | Câmara de Lobos (Madeira) |                      | Divisão de Honra da AF Madeira (Distritais de nível 1) |
| Carvalheiro         | Funchal                   |                      | Primeira Divisão da AF Madeira (Distritais de nível 2) |
| Choupana            | Funchal                   |                      | Primeira Divisão da AF Madeira (Distritais de nível 2) |
| Cruzado Canicense   | Caniço                    |                      | Divisão de Honra da AF Madeira (Distritais de nível 1) |
| Estrela da Calheta  | Calheta                   |                      | Divisão de Honra da AF Madeira (Distritais de nível 1) |
| Juventude de Gaula  | Gaula                     |                      | Primeira Divisão da AF Madeira (Distritais de nível 2) |
| Machico             | Machico                   |                      | Campeonato de Portugal Série B                         |
| Marítimo            | Funchal                   |                      | Segunda Liga                                           |
| Marítimo B          | Funchal                   |                      | Divisão de Honra da AF Madeira (Distritais de nível 1) |
| Nacional            | Funchal                   |                      | Primeira Liga                                          |
| Pontassolense       | Ponta do Sol              |                      | Divisão de Honra da AF Madeira (Distritais de nível 1) |
| Porto da Cruz       | Porto da Cruz             |                      | Primeira Divisão da AF Madeira (Distritais de nível 2) |
| Portosantense       | Vila Baleira              |                      | Divisão de Honra da AF Madeira (Distritais de nível 1) |
| 1.º de Maio         | Funchal                   |                      | Divisão de Honra da AF Madeira (Distritais de nível 1) |
| Ribeira Brava       | Ribeira Brava             |                      | Divisão de Honra da AF Madeira (Distritais de nível 1) |
| Santacruzense       | Santa Cruz                |                      | Primeira Divisão da AF Madeira (Distritais de nível 2) |
| São Vicente         | São Vicente               |                      | Divisão de Honra da AF Madeira (Distritais de nível 1) |
| União da Madeira    | Funchal                   |                      | Clube extinto em 2021.                                 |
| Os Xavelhas         | Câmara de Lobos           |                      | Divisão de Honra da AF Madeira (Distritais de nível 1) |

## AF Ponta Delgada
| Clube                    | Localidade                        | Competição (2021-22) | Competição (2021-22)                                     |
| ------------------------ | --------------------------------- | -------------------- | -------------------------------------------------------- |
| Águia                    | Arrifes (São Miguel)              |                      | Campeonato de São Miguel (Distritais de nível 2)         |
| Benfica Águia            | Ribeira Grande (São Miguel)       |                      | Campeonato de São Miguel (Distritais de nível 2)         |
| Ideal                    | Ribeira Grande (São Miguel)       |                      | Campeonato de Futebol dos Açores (Distritais de nível 1) |
| Marítimo                 | Ponta Delgada (São Miguel)        |                      | Campeonato de São Miguel (Distritais de nível 2)         |
| Mira Mar                 | Povoação (São Miguel)             |                      | Campeonato de São Miguel (Distritais de nível 2)         |
| Os Oliveirenses          | Ponta Delgada (São Miguel)        |                      | Campeonato de São Miguel (Distritais de nível 2)         |
| Operário                 | Lagoa (São Miguel)                |                      | Campeonato de Portugal Série D                           |
| Rabo de Peixe            | Rabo de Peixe (São Miguel)        |                      | Campeonato de Futebol dos Açores (Distritais de nível 1) |
| Santa Clara              | Ponta Delgada (São Miguel)        |                      | Primeira Liga                                            |
| Santo António            | Ponta Delgada (São Miguel)        |                      | Campeonato de São Miguel (Distritais de nível 2)         |
| Santiago                 | Vila de Água de Pau (São Miguel)  |                      | Campeonato de Futebol dos Açores (Distritais de nível 1) |
| São Roque                | São Roque (São Miguel)            |                      | Campeonato de Futebol dos Açores (Distritais de nível 1) |
| União Micaelense         | Ponta Delgada (São Miguel)        |                      | Campeonato de São Miguel (Distritais de nível 2)         |
| Vale Formoso             | Furnas (São Miguel)               |                      | Campeonato de São Miguel (Distritais de nível 2)         |
| Vasco da Gama            | Vila Franca do Campo (São Miguel) |                      | Campeonato de São Miguel (Distritais de nível 2)         |
| Vitória do Pico da Pedra | Pico da Pedra (São Miguel)        |                      | Campeonato de São Miguel (Distritais de nível 2)         |

## AF Portalegre
| Clube               | Localidade      | Competição (2024-25) | Competição (2024-25)                                        |
| ------------------- | --------------- | -------------------- | ----------------------------------------------------------- |
| Arronches e Benfica | Arronches       |                      | Campeonato de Portugal Série C                              |
| Campomaiorense      | Campo Maior     |                      | Clube sem equipa sénior desde 2013.                         |
| Castelo de Vide     | Castelo de Vide |                      | Liga Francisco Gil da AF Portalegre (Distritais de nível 1) |
| Crato               | Crato           |                      | Liga Francisco Gil da AF Portalegre (Distritais de nível 1) |
| Eléctrico           | Ponte de Sor    |                      | Liga Francisco Gil da AF Portalegre (Distritais de nível 1) |
| O Elvas             | Elvas           |                      | Campeonato de Portugal Série C                              |
| Estrela             | Portalegre      |                      | Liga Francisco Gil da AF Portalegre (Distritais de nível 1) |
| Fronteirense        | Fronteira       |                      | Liga Francisco Gil da AF Portalegre (Distritais de nível 1) |
| Gafetense           | Gáfete          |                      | Liga Francisco Gil da AF Portalegre (Distritais de nível 1) |
| Gavionenses         | Gavião          |                      | Liga Francisco Gil da AF Portalegre (Distritais de nível 1) |
| Mosteirense         | Mosteiros       |                      | Liga Francisco Gil da AF Portalegre (Distritais de nível 1) |
| Portalegrense 1925  | Portalegre      |                      | Liga Francisco Gil da AF Portalegre (Distritais de nível 1) |
| SL Elvas            | Elvas           |                      | Clube extinto em 1947.                                      |
| Sporting Elvense    | Elvas           |                      | Clube extinto em 1947.                                      |

## AF Porto
| Clube                        | Localidade            | Competição (2024-25) | Competição (2024-25)                                                |
| ---------------------------- | --------------------- | -------------------- | ------------------------------------------------------------------- |
| Abragonense                  | Abragão               |                      | Segunda Divisão da AF Porto Série 3 (Distritais de nível 4)         |
| Académico                    | Porto                 |                      | Clube atualmente sem secção de futebol.                             |
| Aldeia Nova                  | Perafita              |                      | Primeira Divisão da AF Porto Série 1 (Distritais de nível 3)        |
| Alfenense                    | Alfena                |                      | Divisão de Honra da AF Porto Série 2 (Distritais de nível 2)        |
| Aliados de Lordelo           | Lordelo               |                      | Divisão de Elite – Pro-Nacional da AF Porto (Distritais de nível 1) |
| Águas Santas                 | Águas Santas          |                      | Primeira Divisão da AF Porto Série 1 (Distritais de nível 3)        |
| Águias de Eiriz              | Eiriz                 |                      | Divisão de Honra da AF Porto Série 2 (Distritais de nível 2)        |
| Águias de Figueiras          | Figueiras             |                      | Primeira Divisão da AF Porto Série 2 (Distritais de nível 3)        |
| Arcozelo                     | Vila Nova de Gaia     |                      | Divisão de Honra da AF Porto Série 1 (Distritais de nível 2)        |
| AD Airães                    | Airães                |                      | Segunda Divisão da AF Porto Série 2 (Distritais de nível 4)         |
| Airães FC                    | Airães                |                      | Segunda Divisão da AF Porto Série 2 (Distritais de nível 4)         |
| Aliança de Gandra            | Gandra                |                      | Divisão de Elite – Pro-Nacional da AF Porto (Distritais de nível 1) |
| Alpendorada                  | Alpendurada e Matos   |                      | Campeonato de Portugal Série B                                      |
| Amarante                     | Amarante              |                      | Liga 3                                                              |
| Aparecida                    | Torno                 |                      | Divisão de Elite – Pro-Nacional da AF Porto (Distritais de nível 1) |
| Ataense                      | Jovim                 |                      | Primeira Divisão da AF Porto Série 1 (Distritais de nível 3)        |
| Aveleda                      | Aveleda               |                      | Primeira Divisão da AF Porto Série 2 (Distritais de nível 3)        |
| Avintes                      | Avintes               |                      | Divisão de Elite – Pro-Nacional da AF Porto (Distritais de nível 1) |
| AVS Futebol SAD              | Vila das Aves         |                      | Primeira Liga                                                       |
| Baião                        | Baião                 |                      | Segunda Divisão da AF Porto Série 3 (Distritais de nível 4)         |
| Balasar                      | Balasar               |                      | Divisão de Honra da AF Porto Série 1 (Distritais de nível 2)        |
| Baltar                       | Baltar                |                      | Segunda Divisão da AF Porto Série 1 (Distritais de nível 4)         |
| Barrosas                     | Barrosas              |                      | Divisão de Elite – Pro-Nacional da AF Porto (Distritais de nível 1) |
| Boavista                     | Porto                 |                      | Primeira Liga                                                       |
| Boim                         | Boim                  |                      | Segunda Divisão da AF Porto Série 2 (Distritais de nível 4)         |
| Bougadense                   | Bougado               |                      | Divisão de Honra da AF Porto Série 2 (Distritais de nível 2)        |
| Caíde de Rei                 | Caíde de Rei          |                      | Divisão de Honra da AF Porto Série 2 (Distritais de nível 2)        |
| Calçada                      | Oldrões               |                      | Segunda Divisão da AF Porto Série 3 (Distritais de nível 4)         |
| Campo                        | Campo                 |                      | Primeira Divisão da AF Porto Série 1 (Distritais de nível 3)        |
| Campo do Lírio               | Carvalhosa            |                      | Segunda Divisão da AF Porto Série 2 (Distritais de nível 4)         |
| Candal                       | Candal                |                      | Divisão de Elite – Pro-Nacional da AF Porto (Distritais de nível 1) |
| Canelas 2010                 | Canelas               |                      | Segunda Divisão da AF Porto Série 1 (Distritais de nível 4)         |
| Castêlo da Maia              | Castêlo da Maia       |                      | Divisão de Honra da AF Porto Série 1 (Distritais de nível 2)        |
| Castelões                    | Castelões             |                      | Segunda Divisão da AF Porto Série 3 (Distritais de nível 4)         |
| Citânia de Sanfins           | Sanfins de Ferreira   |                      | Divisão de Honra da AF Porto Série 2 (Distritais de nível 2)        |
| Clube Desportivo de Portugal | Porto                 |                      | Divisão de Honra da AF Porto Série 1 (Distritais de nível 2)        |
| Codessos                     | Codessos              |                      | Segunda Divisão da AF Porto Série 2 (Distritais de nível 4)         |
| Coimbrões                    | Coimbrões             |                      | Campeonato de Portugal Série B                                      |
| Crestuma                     | Crestuma              |                      | Divisão de Honra da AF Porto Série 1 (Distritais de nível 2)        |
| Croca                        | Croca                 |                      | Segunda Divisão da AF Porto Série 3 (Distritais de nível 4)         |
| Custóias                     | Custoias              |                      | Divisão de Honra da AF Porto Série 1 (Distritais de nível 2)        |
| Desportivo das Aves SAD      | Vila das Aves         |                      | Clube extinto em 2020.                                              |
| Desportivo das Aves 1930     | Vila das Aves         |                      | Segunda Divisão da AF Porto Série 1 (Distritais de nível 4)         |
| Dower Sports                 | Trofa                 |                      | Segunda Divisão da AF Porto Série 1 (Distritais de nível 4)         |
| Dragões Sandinenses          | Sandim                |                      | Divisão de Honra da AF Porto Série 1 (Distritais de nível 2)        |
| Ermesinde 1936               | Ermesinde             |                      | Divisão de Elite – Pro-Nacional da AF Porto (Distritais de nível 1) |
| Escola Futebol 115           | São Pedro de Fins     |                      | Segunda Divisão da AF Porto Série 1 (Distritais de nível 4)         |
| Estrelas de Fânzeres         | Fânzeres              |                      | Divisão de Honra da AF Porto Série 2 (Distritais de nível 2)        |
| Felgueiras                   | Felgueiras            |                      | Clube extinto em 2005.                                              |
| Felgueiras 1932              | Felgueiras            |                      | Segunda Liga                                                        |
| Felgueiras 1932 B            | Felgueiras            |                      | Divisão de Elite – Pro-Nacional da AF Porto (Distritais de nível 1) |
| Ferreira                     | Ferreira              |                      | Divisão de Honra da AF Porto Série 2 (Distritais de nível 2)        |
| Folgosa da Maia              | Folgosa               |                      | Divisão de Honra da AF Porto Série 1 (Distritais de nível 2)        |
| Foz                          | Porto                 |                      | Divisão de Elite – Pro-Nacional da AF Porto (Distritais de nível 1) |
| Frazão                       | Frazão                |                      | Segunda Divisão da AF Porto Série 2 (Distritais de nível 4)         |
| Freamunde                    | Freamunde             |                      | Divisão de Elite – Pro-Nacional da AF Porto (Distritais de nível 1) |
| Gatões                       | Guifões               |                      | Segunda Divisão da AF Porto Série 1 (Distritais de nível 4)         |
| Gens                         | Gens                  |                      | Divisão de Elite – Pro-Nacional da AF Porto (Distritais de nível 1) |
| Gervide                      | Vila Nova de Gaia     |                      | Segunda Divisão da AF Porto Série 1 (Distritais de nível 4)         |
| Gondim-Maia                  | Gondim                |                      | Divisão de Honra da AF Porto Série 1 (Distritais de nível 2)        |
| Gondomar                     | Gondomar              |                      | Campeonato de Portugal Série B                                      |
| Gondomar B                   | Gondomar              |                      | Divisão de Elite – Pro-Nacional da AF Porto (Distritais de nível 1) |
| Grijó                        | Grijó                 |                      | Divisão de Elite – Pro-Nacional da AF Porto (Distritais de nível 1) |
| Gulpilhares                  | Gulpilhares           |                      | Divisão de Honra da AF Porto Série 1 (Distritais de nível 2)        |
| Infesta                      | São Mamede de Infesta |                      | Divisão de Elite – Pro-Nacional da AF Porto (Distritais de nível 1) |
| Inter Milheirós              | Milheirós             |                      | Divisão de Honra da AF Porto Série 1 (Distritais de nível 2)        |
| Invicta                      | Vila Nova de Gaia     |                      | Segunda Divisão da AF Porto Série 1 (Distritais de nível 4)         |
| Lagares                      | Lagares               |                      | Divisão de Honra da AF Porto Série 2 (Distritais de nível 2)        |
| Lagoas                       | Nevogilde             |                      | Segunda Divisão da AF Porto Série 2 (Distritais de nível 4)         |
| Lamoso                       | Lamoso                |                      | Primeira Divisão da AF Porto Série 2 (Distritais de nível 3)        |
| Lavrense                     | Lavra                 |                      | Divisão de Honra da AF Porto Série 1 (Distritais de nível 2)        |
| Leça                         | Leça da Palmeira      |                      | Campeonato de Portugal Série B                                      |
| Leça do Balio                | Leça do Balio         |                      | Divisão de Honra da AF Porto Série 1 (Distritais de nível 2)        |
| Leixões                      | Matosinhos            |                      | Segunda Liga                                                        |
| Leões de Seroa               | Seroa                 |                      | Segunda Divisão da AF Porto Série 2 (Distritais de nível 4)         |
| Leverense                    | Lever                 |                      | Divisão de Honra da AF Porto Série 1 (Distritais de nível 2)        |
| Livração                     | Livração              |                      | Primeira Divisão da AF Porto Série 2 (Distritais de nível 3)        |
| Lixa                         | Lixa                  |                      | Divisão de Elite – Pro-Nacional da AF Porto (Distritais de nível 1) |
| Lixa B                       | Lixa                  |                      | Primeira Divisão da AF Porto Série 2 (Distritais de nível 3)        |
| Lodares                      | Lodares               |                      | Segunda Divisão da AF Porto Série 2 (Distritais de nível 4)         |
| Lomba de Amarante            | Lomba                 |                      | Segunda Divisão da AF Porto Série 3 (Distritais de nível 4)         |
| Lousada                      | Lousada               |                      | Divisão de Elite – Pro-Nacional da AF Porto (Distritais de nível 1) |
| Lousada B                    | Lousada               |                      | Divisão de Honra da AF Porto Série 2 (Distritais de nível 2)        |
| Os Lusitanos                 | Santa Cruz do Bispo   |                      | Primeira Divisão da AF Porto Série 1 (Distritais de nível 3)        |
| Lusos de Bitarães            | Bitarães              |                      | Segunda Divisão da AF Porto Série 1 (Distritais de nível 4)         |
| Lustosa                      | Lustosa               |                      | Primeira Divisão da AF Porto Série 2 (Distritais de nível 3)        |
| Macieira                     | Macieira              |                      | Primeira Divisão da AF Porto Série 2 (Distritais de nível 3)        |
| Maia                         | Maia                  |                      | Clube extinto em 2011.                                              |
| Maia Lidador                 | Maia                  |                      | Divisão de Elite – Pro-Nacional da AF Porto (Distritais de nível 1) |
| Marco                        | Marco de Canaveses    |                      | Clube extinto em 2008.                                              |
| Marco 09                     | Marco de Canaveses    |                      | Campeonato de Portugal Série B                                      |
| Marechal Gomes da Costa      | Porto                 |                      | Segunda Divisão da AF Porto Série 1 (Distritais de nível 4)         |
| Melres                       | Melres                |                      | Segunda Divisão da AF Porto Série 3 (Distritais de nível 4)         |
| Milheirós                    | Milheirós             |                      | Divisão de Honra da AF Porto Série 1 (Distritais de nível 2)        |
| Mocidade Sangemil            | Águas Santas          |                      | Primeira Divisão da AF Porto Série 1 (Distritais de nível 3)        |
| Nespereira                   | Nespereira            |                      | Primeira Divisão da AF Porto Série 2 (Distritais de nível 3)        |
| Nevogilde                    | Porto                 |                      | Segunda Divisão da AF Porto Série 2 (Distritais de nível 4)         |
| Nogueirense                  | Nogueira              |                      | Divisão de Elite – Pro-Nacional da AF Porto (Distritais de nível 1) |
| Nun'Álvares                  | Recarei               |                      | Divisão de Honra da AF Porto Série 2 (Distritais de nível 2)        |
| Oliveira do Douro            | Oliveira do Douro     |                      | Divisão de Elite – Pro-Nacional da AF Porto (Distritais de nível 1) |
| Paço de Sousa                | Paço de Sousa         |                      | Segunda Divisão da AF Porto Série 3 (Distritais de nível 4)         |
| Paços de Ferreira            | Paços de Ferreira     |                      | Segunda Liga                                                        |
| Paços de Gaiolo              | Paços de Gaiolo       |                      | Segunda Divisão da AF Porto Série 3 (Distritais de nível 4)         |
| Padroense                    | Padrão da Légua       |                      | Divisão de Elite – Pro-Nacional da AF Porto (Distritais de nível 1) |
| Parada                       | Parada de Todeia      |                      | Primeira Divisão da AF Porto Série 1 (Distritais de nível 3)        |
| Pasteleira                   | Porto                 |                      | Segunda Divisão da AF Porto Série 1 (Distritais de nível 4)         |
| Pedras Rubras                | Pedras Rubras         |                      | Divisão de Honra da AF Porto Série 1 (Distritais de nível 2)        |
| Pedras Rubras B              | Pedras Rubras         |                      | Primeira Divisão da AF Porto Série 1 (Distritais de nível 3)        |
| Pedroso                      | Pedroso               |                      | Divisão de Elite – Pro-Nacional da AF Porto (Distritais de nível 1) |
| Paredes                      | Paredes               |                      | Campeonato de Portugal Série A                                      |
| Pedrouços                    | Pedrouços             |                      | Divisão de Elite – Pro-Nacional da AF Porto (Distritais de nível 1) |
| Penafiel                     | Penafiel              |                      | Segunda Liga                                                        |
| Penamaior                    | Penamaior             |                      | Primeira Divisão da AF Porto Série 2 (Distritais de nível 3)        |
| Perafita                     | Perafita              |                      | Primeira Divisão da AF Porto Série 1 (Distritais de nível 3)        |
| Perosinho                    | Perosinho             |                      | Divisão de Elite – Pro-Nacional da AF Porto (Distritais de nível 1) |
| Os Pienses                   | Pias                  |                      | Segunda Divisão da AF Porto Série 2 (Distritais de nível 4)         |
| Porto                        | Porto                 |                      | Primeira Liga                                                       |
| Porto B                      | Porto                 |                      | Segunda Liga                                                        |
| 1.º de Maio Figueiró         | Figueiró              |                      | Segunda Divisão da AF Porto Série 2 (Distritais de nível 4)         |
| Raimonda                     | Raimonda              |                      | Primeira Divisão da AF Porto Série 2 (Distritais de nível 3)        |
| Ramaldense                   | Porto                 |                      | Primeira Divisão da AF Porto Série 1 (Distritais de nível 3)        |
| Rans                         | Rans                  |                      | Segunda Divisão da AF Porto Série 3 (Distritais de nível 4)         |
| Rebordosa                    | Rebordosa             |                      | Campeonato de Portugal Série A                                      |
| Rio Ave                      | Vila do Conde         |                      | Primeira Liga                                                       |
| Rio Ave B                    | Vila do Conde         |                      | Segunda Divisão da AF Porto Série 2 (Distritais de nível 4)         |
| Rio de Moinhos               | Rio de Moinhos        |                      | Divisão de Honra da AF Porto Série 2 (Distritais de nível 2)        |
| CA Rio Tinto                 | Rio Tinto             |                      | Divisão de Honra da AF Porto Série 2 (Distritais de nível 2)        |
| SC Rio Tinto                 | Rio Tinto             |                      | Divisão de Elite – Pro-Nacional da AF Porto (Distritais de nível 1) |
| Roriz                        | Roriz                 |                      | Divisão de Honra da AF Porto Série 2 (Distritais de nível 2)        |
| Salgueiros                   | Porto                 |                      | Campeonato de Portugal Série B                                      |
| Salvadorense                 | Salvador do Monte     |                      | Divisão de Honra da AF Porto Série 2 (Distritais de nível 2)        |
| São Félix da Marinha         | São Félix da Marinha  |                      | Primeira Divisão da AF Porto Série 1 (Distritais de nível 3)        |
| São Lourenço do Douro        | São Lourenço do Douro |                      | Divisão de Honra da AF Porto Série 2 (Distritais de nível 2)        |
| São Martinho                 | São Martinho do Campo |                      | Divisão de Elite – Pro-Nacional da AF Porto (Distritais de nível 1) |
| São Pedro da Cova            | São Pedro da Cova     |                      | Divisão de Elite – Pro-Nacional da AF Porto (Distritais de nível 1) |
| São Pedro de Fins            | São Pedro de Fins     |                      | Segunda Divisão da AF Porto Série 1 (Distritais de nível 4)         |
| São Vicente de Irivo         | Irivo                 |                      | Segunda Divisão da AF Porto Série 3 (Distritais de nível 4)         |
| São Vicente do Pinheiro      | Pinheiro              |                      | Primeira Divisão da AF Porto Série 2 (Distritais de nível 3)        |
| Senhora da Hora              | Senhora da Hora       |                      | Primeira Divisão da AF Porto Série 1 (Distritais de nível 3)        |
| Serzedo                      | Serzedo               |                      | Divisão de Honra da AF Porto Série 1 (Distritais de nível 2)        |
| Soalhães                     | Soalhães              |                      | Segunda Divisão da AF Porto Série 3 (Distritais de nível 4)         |
| Sobrado                      | Sobrado               |                      | Divisão de Elite – Pro-Nacional da AF Porto (Distritais de nível 1) |
| Sobrado B                    | Sobrado               |                      | Segunda Divisão da AF Porto Série 1 (Distritais de nível 4)         |
| Sobreirense                  | Sobreira              |                      | Primeira Divisão da AF Porto Série 1 (Distritais de nível 3)        |
| Sobrosa                      | Sobrosa               |                      | Primeira Divisão da AF Porto Série 2 (Distritais de nível 3)        |
| Sousense                     | Foz do Sousa          |                      | Divisão de Elite – Pro-Nacional da AF Porto (Distritais de nível 1) |
| Sport Canidelo               | Canidelo              |                      | Divisão de Elite – Pro-Nacional da AF Porto (Distritais de nível 1) |
| Sporting da Cruz             | Porto                 |                      | Segunda Divisão da AF Porto Série 1 (Distritais de nível 4)         |
| Tirsense                     | Santo Tirso           |                      | Campeonato de Portugal Série A                                      |
| Tirsense B                   | Santo Tirso           |                      | Primeira Divisão da AF Porto Série 1 (Distritais de nível 3)        |
| Torrados                     | Torrados              |                      | Primeira Divisão da AF Porto Série 2 (Distritais de nível 3)        |
| Torrão                       | Vila Nova de Gaia     |                      | Primeira Divisão da AF Porto Série 1 (Distritais de nível 3)        |
| Trofense                     | Trofa                 |                      | Liga 3                                                              |
| Valadares Gaia               | Valadares             |                      | Divisão de Elite – Pro-Nacional da AF Porto (Distritais de nível 1) |
| Valonguense                  | Valongo               |                      | Divisão de Honra da AF Porto Série 2 (Distritais de nível 2)        |
| Vandoma                      | Vandoma               |                      | Primeira Divisão da AF Porto Série 1 (Distritais de nível 3)        |
| Várzea                       | Várzea                |                      | Primeira Divisão da AF Porto Série 2 (Distritais de nível 3)        |
| Várzea B                     | Várzea                |                      | Segunda Divisão da AF Porto Série 2 (Distritais de nível 4)         |
| Várzea do Douro              | Várzea do Douro       |                      | Segunda Divisão da AF Porto Série 3 (Distritais de nível 4)         |
| Varziela                     | Varziela              |                      | Primeira Divisão da AF Porto Série 2 (Distritais de nível 3)        |
| Varzim                       | Póvoa de Varzim       |                      | Liga 3                                                              |
| Varzim B                     | Póvoa de Varzim       |                      | Divisão de Elite – Pro-Nacional da AF Porto (Distritais de nível 1) |
| Ventura                      | Matosinhos            |                      | Segunda Divisão da AF Porto Série 1 (Distritais de nível 4)         |
| Vila                         | Vila Nova de Gaia     |                      | Divisão de Elite – Pro-Nacional da AF Porto (Distritais de nível 1) |
| Vila Boa de Quires           | Vila Boa de Quires    |                      | Segunda Divisão da AF Porto Série 3 (Distritais de nível 4)         |
| Vila Boa do Bispo            | Vila Boa do Bispo     |                      | Primeira Divisão da AF Porto Série 2 (Distritais de nível 3)        |
| Vila Caiz                    | Vila Caiz             |                      | Divisão de Elite – Pro-Nacional da AF Porto (Distritais de nível 1) |
| Vila Meã                     | Vila Meã              |                      | Divisão de Elite – Pro-Nacional da AF Porto (Distritais de nível 1) |
| Vilarinho                    | Vilarinho             |                      | Divisão de Elite – Pro-Nacional da AF Porto (Distritais de nível 1) |

## AF Santarém
| Clube                | Localidade                 | Competição (2024-25) | Competição (2024-25)                                           |
| -------------------- | -------------------------- | -------------------- | -------------------------------------------------------------- |
| Abrantes e Benfica   | Abrantes                   |                      | Primeira Divisão da AF Santarém (Distritais de nível 1)        |
| Abrantes e Benfica B | Abrantes                   |                      | Segunda Divisão da AF Santarém Série A (Distritais de nível 2) |
| Águias               | Alpiarça                   |                      | Segunda Divisão da AF Santarém Série B (Distritais de nível 2) |
| Alcanenense          | Alcanena                   |                      | Primeira Divisão da AF Santarém (Distritais de nível 1)        |
| Aldeiense            | Santa Margarida da Coutada |                      | Segunda Divisão da AF Santarém Série A (Distritais de nível 2) |
| Amiense              | Amiais de Baixo            |                      | Primeira Divisão da AF Santarém (Distritais de nível 1)        |
| Atalaiense           | Atalaia                    |                      | Segunda Divisão da AF Santarém Série A (Distritais de nível 2) |
| Atlético Ouriense    | Ourém                      |                      | Segunda Divisão da AF Santarém Série A (Distritais de nível 2) |
| Atlético Riachense   | Riachos                    |                      | Primeira Divisão da AF Santarém (Distritais de nível 1)        |
| Benavente            | Benavente                  |                      | Segunda Divisão da AF Santarém Série B (Distritais de nível 2) |
| Benfica do Ribatejo  | Benfica do Ribatejo        |                      | Segunda Divisão da AF Santarém Série B (Distritais de nível 2) |
| Caxarias             | Caxarias                   |                      | Segunda Divisão da AF Santarém Série A (Distritais de nível 2) |
| Coruchense           | Coruche                    |                      | Primeira Divisão da AF Santarém (Distritais de nível 1)        |
| Entroncamento        | Entroncamento              |                      | Primeira Divisão da AF Santarém (Distritais de nível 1)        |
| Espinheirense        | Espinheiro                 |                      | Segunda Divisão da AF Santarém Série A (Distritais de nível 2) |
| Fátima               | Fátima                     |                      | Campeonato de Portugal Série C                                 |
| Fazendense           | Fazendas de Almeirim       |                      | Primeira Divisão da AF Santarém (Distritais de nível 1)        |
| Fazendense B         | Fazendas de Almeirim       |                      | Segunda Divisão da AF Santarém Série B (Distritais de nível 2) |
| Ferreira do Zêzere   | Ferreira do Zêzere         |                      | Primeira Divisão da AF Santarém (Distritais de nível 1)        |
| Forense              | Foros de Salvaterra        |                      | Segunda Divisão da AF Santarém Série B (Distritais de nível 2) |
| Glória do Ribetejo   | Glória do Ribatejo         |                      | Primeira Divisão da AF Santarém (Distritais de nível 1)        |
| Mação                | Mação                      |                      | Primeira Divisão da AF Santarém (Distritais de nível 1)        |
| Marinhais            | Marinhais                  |                      | Segunda Divisão da AF Santarém Série B (Distritais de nível 2) |
| Moçarriense          | Moçarria                   |                      | Primeira Divisão da AF Santarém (Distritais de nível 1)        |
| Ortiga               | Ortiga                     |                      | Segunda Divisão da AF Santarém Série A (Distritais de nível 2) |
| Porto Alto           | Porto Alto                 |                      | Segunda Divisão da AF Santarém Série B (Distritais de nível 2) |
| Rebocho              | Rebocho                    |                      | Segunda Divisão da AF Santarém Série B (Distritais de nível 2) |
| Rio Maior            | Rio Maior                  |                      | Primeira Divisão da AF Santarém (Distritais de nível 1)        |
| Salvaterrense        | Salvaterra de Magos        |                      | Segunda Divisão da AF Santarém Série B (Distritais de nível 2) |
| Samora Correia       | Samora Correia             |                      | Primeira Divisão da AF Santarém (Distritais de nível 1)        |
| Samora Correia B     | Samora Correia             |                      | Segunda Divisão da AF Santarém Série B (Distritais de nível 2) |
| SL Cartaxo           | Cartaxo                    |                      | Primeira Divisão da AF Santarém (Distritais de nível 1)        |
| Torres Novas         | Torres Novas               |                      | Primeira Divisão da AF Santarém (Distritais de nível 1)        |
| Tramagal             | Tramagal                   |                      | Segunda Divisão da AF Santarém Série A (Distritais de nível 2) |
| União de Almeirim    | Almeirim                   |                      | Segunda Divisão da AF Santarém Série A (Distritais de nível 2) |
| União de Santarém    | Santarém                   |                      | Liga 3                                                         |
| União de Tomar       | Tomar                      |                      | Primeira Divisão da AF Santarém (Distritais de nível 1)        |
| Vasco da Gama        | Boleiros                   |                      | Segunda Divisão da AF Santarém Série A (Distritais de nível 2) |

## AF Setúbal
| Clube                           | Localidade               | Competição (2024-25) | Competição (2024-25)                                   |
| ------------------------------- | ------------------------ | -------------------- | ------------------------------------------------------ |
| Águas de Moura                  | Águas de Moura           |                      | Primeira Divisão da AF Setúbal (Distritais de nível 1) |
| Alcacerense                     | Alcácer do Sal           |                      | Segunda Divisão da AF Setúbal (Distritais de nível 2)  |
| Alcochetense                    | Alcochete                |                      | Primeira Divisão da AF Setúbal (Distritais de nível 1) |
| Alcochetense B                  | Alcochete                |                      | Segunda Divisão da AF Setúbal (Distritais de nível 2)  |
| Alfarim                         | Alfarim                  |                      | Primeira Divisão da AF Setúbal (Distritais de nível 1) |
| Almada                          | Almada                   |                      | Segunda Divisão da AF Setúbal (Distritais de nível 2)  |
| Amora                           | Amora                    |                      | Campeonato de Portugal Série D                         |
| Barreirense                     | Barreiro                 |                      | Campeonato de Portugal Série D                         |
| Botafogo de Cabanas             | Cabanas                  |                      | Segunda Divisão da AF Setúbal (Distritais de nível 2)  |
| Brejos de Azeitão               | Brejos de Azeitão        |                      | Segunda Divisão da AF Setúbal (Distritais de nível 2)  |
| Charneca de Caparica            | Charneca de Caparica     |                      | Primeira Divisão da AF Setúbal (Distritais de nível 1) |
| Comércio e Indústria            | Setúbal                  |                      | Campeonato de Portugal Série D                         |
| Comércio e Indústria B          | Setúbal                  |                      | Segunda Divisão da AF Setúbal (Distritais de nível 2)  |
| Corroios                        | Corroios                 |                      | Segunda Divisão da AF Setúbal (Distritais de nível 2)  |
| Cova da Piedade                 | Cova da Piedade          |                      | Segunda Divisão da AF Setúbal (Distritais de nível 2)  |
| CUF Barreiro                    | Barreiro                 |                      | Campeonato de Portugal Série D                         |
| Estrela de Santo André          | Vila Nova de Santo André |                      | Segunda Divisão da AF Setúbal (Distritais de nível 2)  |
| O Grandolense                   | Grândola                 |                      | Primeira Divisão da AF Setúbal (Distritais de nível 1) |
| Lagameças                       | Lagameças                |                      | Segunda Divisão da AF Setúbal (Distritais de nível 2)  |
| Lagoa da Palha                  | Lagoa da Palha           |                      | Segunda Divisão da AF Setúbal (Distritais de nível 2)  |
| Moitense                        | Moita                    |                      | Primeira Divisão da AF Setúbal (Distritais de nível 1) |
| Monte de Caparica               | Monte de Caparica        |                      | Segunda Divisão da AF Setúbal (Distritais de nível 2)  |
| Montijo                         | Montijo                  |                      | Clube extinto em 2007.                                 |
| Olímpico do Montijo             | Montijo                  |                      | Primeira Divisão da AF Setúbal (Distritais de nível 1) |
| Oriental Dragon                 | Moita                    |                      | Primeira Divisão da AF Setúbal (Distritais de nível 1) |
| Palmelense                      | Palmela                  |                      | Primeira Divisão da AF Setúbal (Distritais de nível 1) |
| Pescadores da Costa de Caparica | Costa de Caparica        |                      | Primeira Divisão da AF Setúbal (Distritais de nível 1) |
| Pinhalnovense                   | Pinhal Novo              |                      | Primeira Divisão da AF Setúbal (Distritais de nível 1) |
| Quinta do Conde                 | Quinta do Conde          |                      | Segunda Divisão da AF Setúbal (Distritais de nível 2)  |
| Samouquense                     | Samouco                  |                      | Segunda Divisão da AF Setúbal (Distritais de nível 2)  |
| Seixal                          | Seixal                   |                      | Clube extinto em 2007.                                 |
| Seixal 1925                     | Seixal                   |                      | Primeira Divisão da AF Setúbal (Distritais de nível 1) |
| Sesimbra                        | Sesimbra                 |                      | Primeira Divisão da AF Setúbal (Distritais de nível 1) |
| Setúbal                         | Setúbal                  |                      | Primeira Divisão da AF Setúbal (Distritais de nível 1) |
| Sonho XXI                       | Setúbal                  |                      | Segunda Divisão da AF Setúbal (Distritais de nível 2)  |
| Trafaria                        | Trafaria                 |                      | Segunda Divisão da AF Setúbal (Distritais de nível 2)  |
| União                           | Santiago do Cacém        |                      | Primeira Divisão da AF Setúbal (Distritais de nível 1) |
| União Banheirense               | Baixa da Banheira        |                      | Segunda Divisão da AF Setúbal (Distritais de nível 2)  |
| Vasco da Gama                   | Sines                    |                      | Primeira Divisão da AF Setúbal (Distritais de nível 1) |
| Vitória FC                      | Setúbal                  |                      | Primeira Divisão da AF Setúbal (Distritais de nível 1) |
| Vitória FC B                    | Setúbal                  |                      | Segunda Divisão da AF Setúbal (Distritais de nível 2)  |
| Zambujalense                    | Zambujal                 |                      | Segunda Divisão da AF Setúbal (Distritais de nível 2)  |

## AF Viana do Castelo
| Clube              | Localidade            | Competição (2021-22) | Competição (2021-22)                                                    |
| ------------------ | --------------------- | -------------------- | ----------------------------------------------------------------------- |
| ADECAS             | Sabadim               |                      | Segunda Divisão da AF Viana do Castelo (Distritais de nível 2)          |
| Alvarães           | Alvarães              |                      | Segunda Divisão da AF Viana do Castelo (Distritais de nível 2)          |
| Âncora Praia       | Vila Praia de Âncora  |                      | Primeira Divisão da AF Viana do Castelo Série B (Distritais de nível 1) |
| Ancorense          | Âncora                |                      | Primeira Divisão da AF Viana do Castelo Série B (Distritais de nível 1) |
| Arcozelo           | Arcozelo              |                      | Segunda Divisão da AF Viana do Castelo (Distritais de nível 2)          |
| Atlético dos Arcos | Arcos de Valdevez     |                      | Campeonato de Portugal Série A                                          |
| Barroselas         | Barroselas            |                      | Primeira Divisão da AF Viana do Castelo Série B (Distritais de nível 1) |
| Campos             | Campos                |                      | Primeira Divisão da AF Viana do Castelo Série A (Distritais de nível 1) |
| Cardielense        | Cardielos             |                      | Primeira Divisão da AF Viana do Castelo Série B (Distritais de nível 1) |
| Castelense         | Castelo do Neiva      |                      | Primeira Divisão da AF Viana do Castelo Série A (Distritais de nível 1) |
| Cerveira           | Vila Nova de Cerveira |                      | Primeira Divisão da AF Viana do Castelo Série A (Distritais de nível 1) |
| Chafé              | Chafé                 |                      | Segunda Divisão da AF Viana do Castelo (Distritais de nível 2)          |
| Correlhã           | Correlhã              |                      | Primeira Divisão da AF Viana do Castelo Série B (Distritais de nível 1) |
| Courense           | Paredes de Coura      |                      | Primeira Divisão da AF Viana do Castelo Série A (Distritais de nível 1) |
| Darquense          | Darque                |                      | Segunda Divisão da AF Viana do Castelo (Distritais de nível 2)          |
| Deucriste          | Deocriste             |                      | Segunda Divisão da AF Viana do Castelo (Distritais de nível 2)          |
| Fachense           | Facha                 |                      | Segunda Divisão da AF Viana do Castelo (Distritais de nível 2)          |
| Lanheses           | Lanheses              |                      | Primeira Divisão da AF Viana do Castelo Série A (Distritais de nível 1) |
| Limianos           | Ponte de Lima         |                      | Campeonato de Portugal Série A                                          |
| Melgacense         | Melgaço               |                      | Primeira Divisão da AF Viana do Castelo Série A (Distritais de nível 1) |
| Monção             | Monção                |                      | Primeira Divisão da AF Viana do Castelo Série A (Distritais de nível 1) |
| Neves              | Vila de Punhe         |                      | Primeira Divisão da AF Viana do Castelo Série A (Distritais de nível 1) |
| Ponte da Barca     | Ponte da Barca        |                      | Primeira Divisão da AF Viana do Castelo Série A (Distritais de nível 1) |
| Távora             | Santa Maria de Távora |                      | Primeira Divisão da AF Viana do Castelo Série B (Distritais de nível 1) |
| Os Torreenses      | São Pedro da Torre    |                      | Segunda Divisão da AF Viana do Castelo (Distritais de nível 2)          |
| Valenciano         | Valença               |                      | Primeira Divisão da AF Viana do Castelo Série A (Distritais de nível 1) |
| Valenciano B       | Valença               |                      | Segunda Divisão da AF Viana do Castelo (Distritais de nível 2)          |
| Vianense           | Viana do Castelo      |                      | Campeonato de Portugal Série A                                          |
| Vila Franca        | Vila Franca           |                      | Segunda Divisão da AF Viana do Castelo (Distritais de nível 2)          |
| Vila Fria          | Vila Fria             |                      | Segunda Divisão da AF Viana do Castelo (Distritais de nível 2)          |
| Vitorino de Piães  | Vitorino dos Piães    |                      | Primeira Divisão da AF Viana do Castelo Série B (Distritais de nível 1) |

## AF Vila Real
| Clube             | Localidade               | Competição (2024-25) | Competição (2024-25)                                     |
| ----------------- | ------------------------ | -------------------- | -------------------------------------------------------- |
| Abambres          | Abambres                 |                      | Primeira Divisão da AF Vila Real (Distritais de nível 1) |
| Atei              | Atei                     |                      | Primeira Divisão da AF Vila Real (Distritais de nível 1) |
| Cerva             | Cerva                    |                      | Primeira Divisão da AF Vila Real (Distritais de nível 1) |
| Chaves            | Chaves                   |                      | Segunda Liga                                             |
| Constantim        | Constantim               |                      | Primeira Divisão da AF Vila Real (Distritais de nível 1) |
| Cumieira          | Cumieira                 |                      | Primeira Divisão da AF Vila Real (Distritais de nível 1) |
| Diogo Cão         | Vila Real                |                      | Primeira Divisão da AF Vila Real (Distritais de nível 1) |
| Fontelas          | Fontelas                 |                      | Primeira Divisão da AF Vila Real (Distritais de nível 1) |
| Lordelo           | Lordelo                  |                      | Primeira Divisão da AF Vila Real (Distritais de nível 1) |
| Mondinense        | Mondim do Basto          |                      | Primeira Divisão da AF Vila Real (Distritais de nível 1) |
| Montalegre        | Montalegre               |                      | Campeonato de Portugal Série B                           |
| Pedras Salgadas   | Pedras Salgadas          |                      | Primeira Divisão da AF Vila Real (Distritais de nível 1) |
| Régua             | Peso da Régua            |                      | Primeira Divisão da AF Vila Real (Distritais de nível 1) |
| Ribeira de Pena   | Ribeira de Pena          |                      | Primeira Divisão da AF Vila Real (Distritais de nível 1) |
| Sabrosa           | Sabrosa                  |                      | Primeira Divisão da AF Vila Real (Distritais de nível 1) |
| Sabroso           | Sabroso de Aguiar        |                      | Primeira Divisão da AF Vila Real (Distritais de nível 1) |
| Salto             | Salto                    |                      | Primeira Divisão da AF Vila Real (Distritais de nível 1) |
| Santa Marta       | Santa Marta de Penaguião |                      | Primeira Divisão da AF Vila Real (Distritais de nível 1) |
| Valpaços          | Valpaços                 |                      | Primeira Divisão da AF Vila Real (Distritais de nível 1) |
| Vidago            | Vidago                   |                      | Primeira Divisão da AF Vila Real (Distritais de nível 1) |
| Vila Pouca        | Vila Pouca de Aguiar     |                      | Primeira Divisão da AF Vila Real (Distritais de nível 1) |
| Vila Real         | Vila Real                |                      | Campeonato de Portugal Série A                           |
| Vilar de Perdizes | Vilar de Perdizes        |                      | Primeira Divisão da AF Vila Real (Distritais de nível 1) |

## AF Viseu
| Clube              | Localidade              | Competição (2024-25) | Competição (2024-25)                                            |
| ------------------ | ----------------------- | -------------------- | --------------------------------------------------------------- |
| Académico          | Viseu                   |                      | Clube extinto em 2006.                                          |
| Académico de Viseu | Viseu                   |                      | Segunda Liga                                                    |
| Alvite             | Alvite                  |                      | Primeira Divisão da AF Viseu Zona Norte (Distritais de nível 2) |
| Arcos              | Arcos                   |                      | Primeira Divisão da AF Viseu Zona Norte (Distritais de nível 2) |
| Besteiros          | Campo de Besteiros      |                      | Primeira Divisão da AF Viseu Zona Sul (Distritais de nível 2)   |
| Boassas            | Boassas                 |                      | Primeira Divisão da AF Viseu Zona Norte (Distritais de nível 2) |
| Cabanas de Viriato | Cabanas de Viriato      |                      | Primeira Divisão da AF Viseu Zona Sul (Distritais de nível 2)   |
| Campia             | Campia                  |                      | Primeira Divisão da AF Viseu Zona Sul (Distritais de nível 2)   |
| Canas de Senhorim  | Canas de Senhorim       |                      | Primeira Divisão da AF Viseu Zona Sul (Distritais de nível 2)   |
| Carregal do Sal    | Carregal do Sal         |                      | Divisão de Honra da AF Viseu (Distritais de nível 1)            |
| Carvalhais         | Carvalhais              |                      | Divisão de Honra da AF Viseu (Distritais de nível 1)            |
| Castro Daire       | Castro Daire            |                      | Divisão de Honra da AF Viseu (Distritais de nível 1)            |
| Os Ceireiros       | Beselga                 |                      | Primeira Divisão da AF Viseu Zona Norte (Distritais de nível 2) |
| Os Ciências        | Mangualde               |                      | Primeira Divisão da AF Viseu Zona Sul (Distritais de nível 2)   |
| Cinfães            | Cinfães                 |                      | Campeonato de Portugal Série B                                  |
| Ferreira de Aves   | Ferreira de Aves        |                      | Divisão de Honra da AF Viseu (Distritais de nível 1)            |
| Lamelas            | Lamelas de Cá           |                      | Divisão de Honra da AF Viseu (Distritais de nível 1)            |
| Lusitano           | Vildemoinhos            |                      | Divisão de Honra da AF Viseu (Distritais de nível 1)            |
| Mangualde          | Mangualde               |                      | Divisão de Honra da AF Viseu (Distritais de nível 1)            |
| Moimenta da Beira  | Moimenta da Beira       |                      | Divisão de Honra da AF Viseu (Distritais de nível 1)            |
| Moimenta do Dão    | Moimenta de Maceira Dão |                      | Primeira Divisão da AF Viseu Zona Sul (Distritais de nível 2)   |
| Molelos            | Molelos                 |                      | Divisão de Honra da AF Viseu (Distritais de nível 1)            |
| Mortágua           | Mortágua                |                      | Campeonato de Portugal Série C                                  |
| Nandufe            | Nandufe                 |                      | Primeira Divisão da AF Viseu Zona Sul (Distritais de nível 2)   |
| Nelas              | Nelas                   |                      | Divisão de Honra da AF Viseu (Distritais de nível 1)            |
| Nespereira         | Nespereira              |                      | Divisão de Honra da AF Viseu (Distritais de nível 1)            |
| Oliveira de Frades | Oliveira de Frades      |                      | Divisão de Honra da AF Viseu (Distritais de nível 1)            |
| Oliveira do Douro  | Oliveira do Douro       |                      | Primeira Divisão da AF Viseu Zona Norte (Distritais de nível 2) |
| Paivense           | Vila Nova de Paiva      |                      | Divisão de Honra da AF Viseu (Distritais de nível 1)            |
| Parada             | Parada de Ester         |                      | Primeira Divisão da AF Viseu Zona Norte (Distritais de nível 2) |
| Penalva do Castelo | Penalva do Castelo      |                      | Divisão de Honra da AF Viseu (Distritais de nível 1)            |
| Piães              | Santiago de Piães       |                      | Primeira Divisão da AF Viseu Zona Norte (Distritais de nível 2) |
| Os Repesenses      | Repeses                 |                      | Primeira Divisão da AF Viseu Zona Sul (Distritais de nível 2)   |
| Resende            | Resende                 |                      | Divisão de Honra da AF Viseu (Distritais de nível 1)            |
| Roriz              | Roriz                   |                      | Divisão de Honra da AF Viseu (Distritais de nível 1)            |
| Sezurense          | Sezures                 |                      | Primeira Divisão da AF Viseu Zona Sul (Distritais de nível 2)   |
| Sampedrense        | São Pedro do Sul        |                      | Primeira Divisão da AF Viseu Zona Norte (Distritais de nível 2) |
| Santacombadense    | Santa Comba Dão         |                      | Primeira Divisão da AF Viseu Zona Sul (Distritais de nível 2)   |
| Santacruzense      | Santa Cruz da Trapa     |                      | Primeira Divisão da AF Viseu Zona Norte (Distritais de nível 2) |
| Santar             | Santar                  |                      | Primeira Divisão da AF Viseu Zona Sul (Distritais de nível 2)   |
| Sátão              | Sátão                   |                      | Divisão de Honra da AF Viseu (Distritais de nível 1)            |
| Sporting de Lamego | Lamego                  |                      | Divisão de Honra da AF Viseu (Distritais de nível 1)            |
| Tarouquense        | Tarouca                 |                      | Primeira Divisão da AF Viseu Zona Norte (Distritais de nível 2) |
| Tondela            | Tondela                 |                      | Segunda Liga                                                    |
| Travanca           | Travanca de Bodiosa     |                      | Primeira Divisão da AF Viseu Zona Norte (Distritais de nível 2) |
| Vale de Açores     | Vale de Açores          |                      | Divisão de Honra da AF Viseu (Distritais de nível 1)            |
| Vale de Madeiros   | Vale de Madeiros        |                      | Primeira Divisão da AF Viseu Zona Sul (Distritais de nível 2)   |
| Vila Chã de Sá     | Vila Chã de Sá          |                      | Primeira Divisão da AF Viseu Zona Sul (Distritais de nível 2)   |
| Vilamaiorense      | Vila Maior              |                      | Primeira Divisão da AF Viseu Zona Norte (Distritais de nível 2) |
| Viseu e Benfica    | Viseu                   |                      | Primeira Divisão da AF Viseu Zona Sul (Distritais de nível 2)   |
| Vouzelenses        | Vouzela                 |                      | Primeira Divisão da AF Viseu Zona Norte (Distritais de nível 2) |